# Crimmitschau

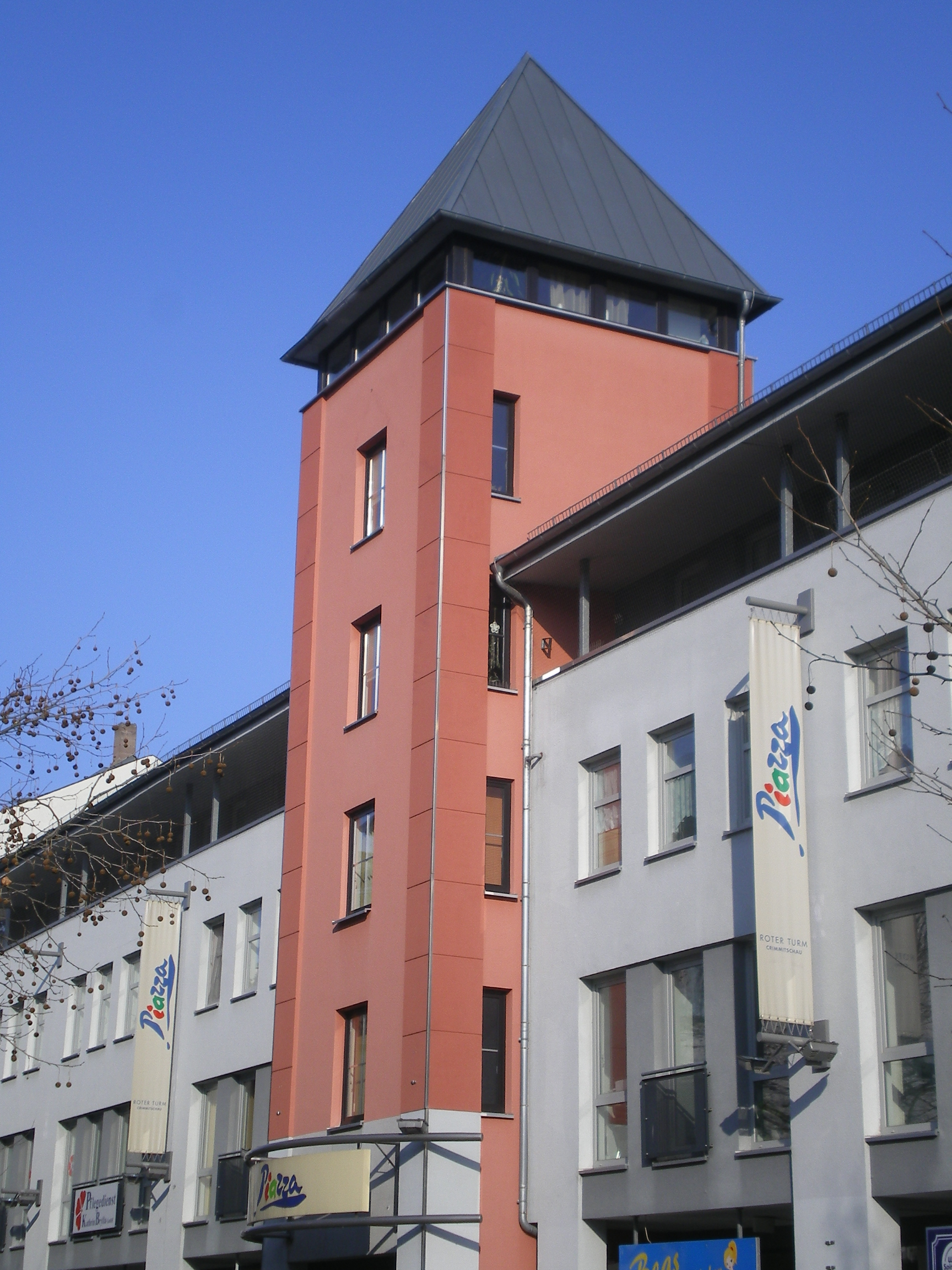
Crimmitschaus Wahrzeichen, der Rote Turm am Taubenmarkt, Nachbau des ehemaligen Stadtmauerturmes

Crimmitschau ([ˈkrɪmɪt͜ʃa͜u]; historisch auch Crimmitzschau, Krimmitschau und Krimmitzschau) ist mit seinen etwa 18.400 Einwohnern eine Große Kreisstadt im sächsischen Landkreis Zwickau an der Grenze zum Freistaat Thüringen. Die Stadt ist eine typische Industriestadt des 19. Jahrhunderts, in der vor allem Textilien hergestellt wurden. Crimmitschau hatte den Beinamen „Stadt der 100 Schornsteine“. Heute existiert noch eine Tuchfabrik. Crimmitschau ist Sitz der Verwaltungsgemeinschaft Crimmitschau-Dennheritz. Als Herkunft des Namens wird der altsorbische Familienname Krimas, dem ein -ov (als Anzeiger, dass der Ort ihm gehört) angehängt wurde, für wahrscheinlich gehalten.

## Geographie

### Geografische Lage
Crimmitschau liegt im Talkessel der Pleiße und gleichzeitig im Vorerzgebirge auf einer Höhe von 238–360 m ü. NN. Die Stadt wird im Westen vom Westberg und im Osten vom Gablenzer Berg eingerahmt. Sie liegt im Westen des Erzgebirgsbeckens. Am Nordrand der Kernstadt mündet von Osten her der Paradiesbach in die Pleiße. Die Umgegend wird zumeist landwirtschaftlich genutzt; lediglich im Westen des Stadtgebiets gibt es zwei größere Forstflächen. In und um Crimmitschau sind bereits starke Färbungen der westerzgebirgischen Mundart zu hören, die vor allem von den älteren Bewohnern der Stadt gesprochen wird. In dieser Mundart heißt die Stadt „Crimmsche“.

### Nachbargemeinden
| Gemeinde Jonaswalde im Landkreis Altenburger Land im Freistaat Thüringen                   | Gemeinde Heyersdorf und Gemeinde Thonhausen im Landkreis Altenburger Land im Freistaat Thüringen | Stadt Meerane im Landkreis Zwickau und Gemeinde Ponitz im Landkreis Altenburger Land im Freistaat Thüringen |
| Gemeinde Rückersdorf und Gemeinde Braunichswalde im Landkreis Greiz im Freistaat Thüringen | Kompassrose, die auf Nachbargemeinden zeigt                                                      | Gemeinde Dennheritz im Landkreis Zwickau                                                                    |
| Gemeinde Seelingstädt im Landkreis Greiz im Freistaat Thüringen                            | Gemeinde Langenbernsdorf und Gemeinde Neukirchen im Landkreis Zwickau                            | Stadt Zwickau im Landkreis Zwickau                                                                          |

### Stadtgliederung
| Name                                               | Einwohnerzahl | Einwohnerzahl | Einwohnerzahl | Einwohnerzahl | Einwohnerzahl | Einwohnerzahl | Einwohnerzahl | Einwohnerzahl | Fläche   | Höhe über NN |
| Name                                               | 2006 (31.12.) | 2007 (31.12.) | 2008 (31.12.) | 2009 (31.12.) | 2011 (31.12.) | 2012 (29.02.) | 2014 (30.06.) | 2018 (30.06.) | Fläche   | Höhe über NN |
| -------------------------------------------------- | ------------- | ------------- | ------------- | ------------- | ------------- | ------------- | ------------- | ------------- | -------- | ------------ |
| Crimmitschau (Hauptort) mit Leitelshain und Wahlen | 16.454        | 16.149        | 15.920        | 15.723        | 15.452        | 15.217        | 14.421        | 13.961        | 1.231 ha | 240–306 m    |
| – Gablenz (mit Ungewiß)                            | 00.464        | 00.460        | 00.448        | 00.444        | 00.420        | 00.426        | 00.415        | 00.408        | 0.457 ha | 000–250 m    |
| – Rudelswalde                                      | 00.389        | 00.375        | 00.368        | 00.355        | 00.345        | 00.340        | 00.317        | 00.305        | 0.323 ha | 000–318 m    |
| Blankenhain (gesamt)                               | 01.036        | 01.023        | 01.020        | 01.003        | 01.000        | 00.969        | 00.948        | 00.911        | 1.143 ha | 330–356 m    |
| – Blankenhain mit Rußdorf                          | 0–            | 00.865        | 00.865        | 00.843        | 00.844        | 00.816        | 0–            | 0–            | 0–       |              |
| – Großpillingsdorf mit Kleinpillingsdorf           | 0–            | 00.158        | 00.155        | 00.160        | 00.156        | 00.153        | 0–            | 0–            | 0–       |              |
| Frankenhausen (gesamt)                             | 01.256        | 01.228        | 01.209        | 01.198        | 01.171        | 01.164        | 01.147        | 01.087        | 0.851 ha | 000–240 m    |
| – Frankenhausen                                    | 0–            | 01.033        | 01.013        | 01.004        | 00.983        | 00.977        | 0–            | 0–            | 0–       |              |
| – Gösau                                            | 0–            | 00.138        | 00.140        | 00.139        | 00.135        | 00.135        | 0–            | 0–            | 0–       |              |
| – Gosel                                            | 0–            | 00.057        | 00.056        | 00.055        | 00.053        | 00.052        | 0–            | 0–            | 0–       |              |
| Langenreinsdorf                                    | 00.814        | 00.811        | 00.793        | 00.793        | 00.779        | 00.779        | 00.763        | 00.747        | 0.851 ha | 000–280 m    |
| Lauenhain mit Harthau und Gersdorf                 | 00.677        | 00.662        | 00.660        | 00.662        | 00.658        | 00.642        | 00.633        | 00.587        | 0.610 ha | 000–275 m    |
| Mannichswalde                                      | 00.673        | 00.666        | 00.662        | 00.655        | 00.646        | 00.638        | 00.617        | 00.598        | 0.655 ha | 000–361 m    |
| Crimmitschau (gesamt)                              | 21.763        | 21.374        | 21.080        | 20.833        | 20.471        | 20.175        | 19.216        | 18.604        | 6.121 ha | 240–361 m    |

Quelle: Website der Stadt Crimmitschau

### Klima
Der geringste Niederschlag fällt im Februar mit 37,3 mm und der höchste im August mit 75,5 mm. Der mittlere Gesamtjahresniederschlag beträgt 631,6 mm.

## Geschichte

### Mittelalter

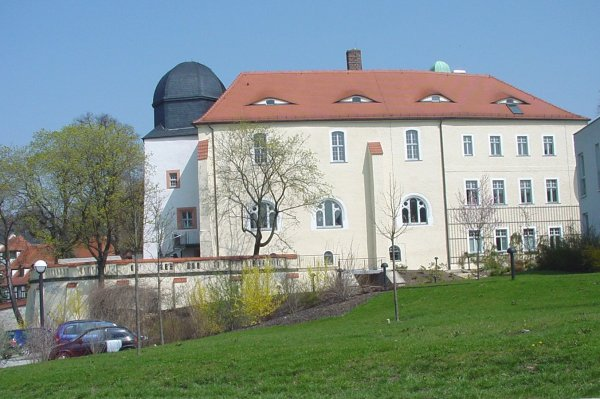
Burg Schweinsburg

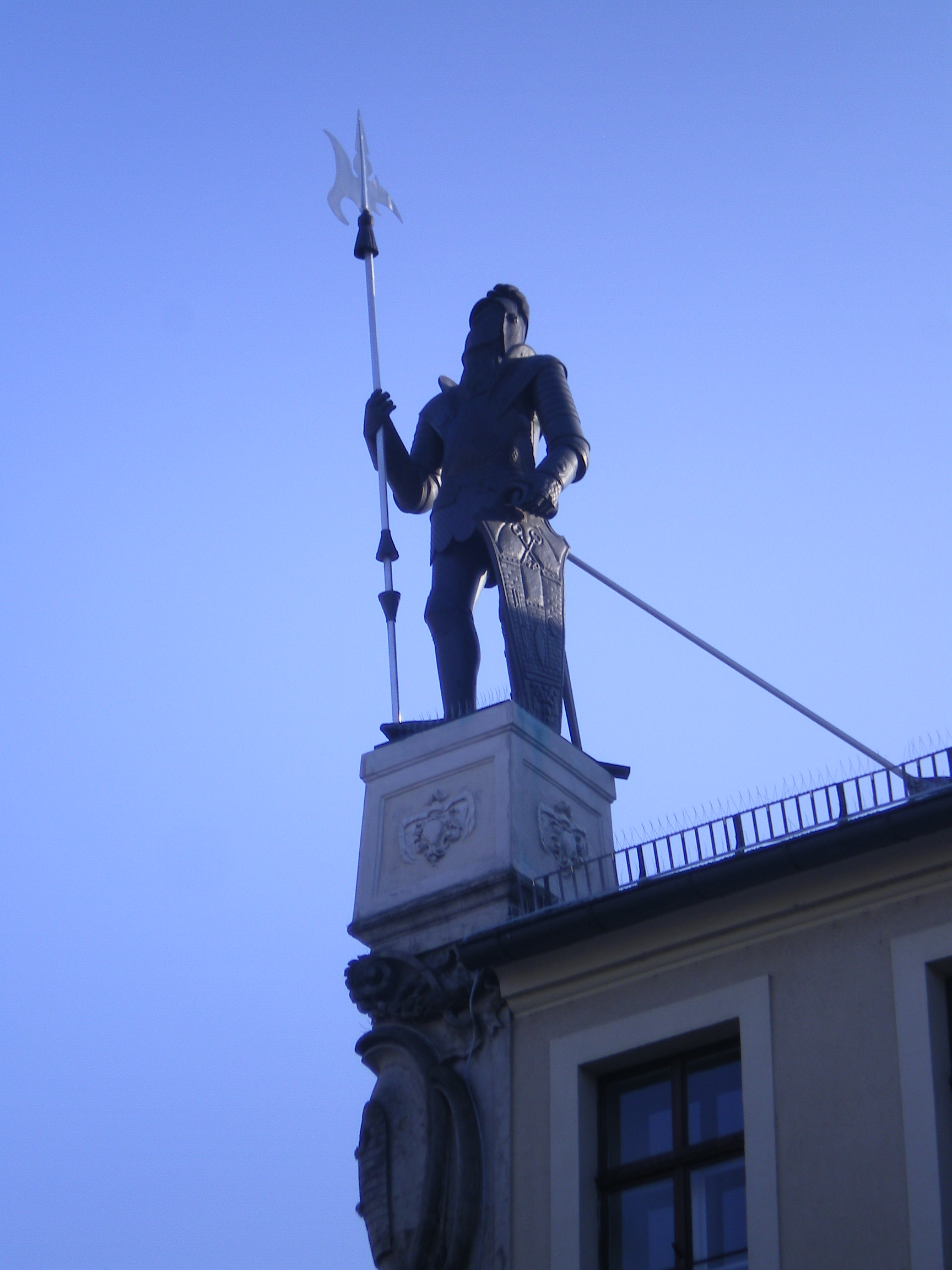
Roland auf dem Rathaus (nicht als Symbol reichsländischer Freiheit, sondern als Fassadenschmuck 1892 errichtet, 1942 eingeschmolzen, 1994 neu aufgestellt)

Im Zuge der deutschen Ostexpansion wurden die Stadt und die gleichnamige Burg Crimmitschau (heute Burg Schweinsburg in Neukirchen/Pleiße) im Zeitraum 1170 bis 1200 als planmäßige deutsche Ansiedlung durch mainfränkische, oberfränkische sowie thüringische Siedler an der Stelle einer älteren sorbischen Siedlung gegründet. 1212 tauchte ein Henricus de Crematzowe auf. Die Urkunde mit seinem Namen stellt die erste urkundliche Erwähnung des Orts und der Herrschaft Crimmitschau dar. Dieser Heinrich von Crimmitschau war als bedeutender Reichsritter Landrichter des Pleißenlandes. 1222 wurde in einer Urkunde die Burg Crimmitschau als „vest huz Cremaschowe“ erwähnt. Im gleichen Jahr wurde die Laurentiuskirche als Hauptkirche der späteren Stadt genannt.
Um 1300 ging Crimmitschau zunächst in den Besitz der Schönburger über. Die Stadt war von einer Stadtmauer umgeben, die ebenso wie ihre drei Tore zwischen 1300 und 1350 errichtet wurde. Ebenfalls 1350 erbaut wurde der Rote Turm, der bis zu seinem Abbruch 1928 das Wahrzeichen der Stadt darstellte. Das Niedere oder Schmöllnsche Tor befand sich am heutigen Mannichswalder Platz, das Obere oder Zwick’sche Tor am heutigen Taubenmarkt, wo auch der Rote Turm steht und das Wassertor in der heutigen Badergasse, die Wassertorbrücke erinnert an das Tor.
Nach dem Übergang an das Haus Wettin im Jahr 1413 bekam Crimmitschau am 4. Juni 1414 das Schmöllner Stadtrecht von Markgraf Wilhelm II. verliehen. Bestätigungen des Stadtrechts folgten 1453, 1464 und 1488. Um 1429 wurde die erste Tuchmacherordnung erwähnt. 1430 brannte Crimmitschau samt Rathaus im Hussitenkrieg nieder. 1436 wurde mit Eintrag der Buchmacherordnung in das Stadtbuch eine Tuchmacherinnung gegründet. Es folgten im 16. Jahrhundert die Innungsordnungen der Leineweber (1556), Tischler (1558) und Schmiede (1563).

### Frühe Neuzeit und 19. Jahrhundert
Die ursprünglich schönburgische Pflege Crimmitschau, die 1413 wettinisch wurde, ging im 16. Jahrhundert im kursächsischen Amt Zwickau auf. Im Zuge der Hexenverfolgung, von der Crimmitschau von 1587 bis 1600 betroffen war, wurden gegen eine Frau und einen Mann Prozesse geführt.
Bis zum Dreißigjährigen Krieg war das Bierbrauen weit verbreitet. Die älteste Brauordnung stammt von 1575. So gab es allein 1614 in Crimmitschau 33 Malz- und 18 Brauhäuser. Höhepunkt der Brauaktivitäten war der sogenannte Crimmitschauer Bürgerkrieg, bei dem es zu einer Auseinandersetzung zwischen den Crimmitschauer Brauhäusern und der Blankenburger Rittergutsbrauerei kam. Es gab dabei keinen Sieger, und mit dem Verfall der Stadt im Dreißigjährigen Krieg verfiel auch das Bierbrauen. So gab es 1682 nur noch zwei Brauhäuser.
In den Jahren 1634, 1635 und 1639 wurde die Stadt mehrfach, teils durch schwedische Truppen, geplündert und gebrandschatzt. 1634 zog der kaiserliche General Melchior von Hatzfeldt durch Crimmitschau und forderte seinen Tribut von der Bevölkerung.
1748 gründete David Friedrich Oehler in der Stadt eine Tuchmanufaktur und -färberei. Unter seiner Leitung blühte in Crimmitschau nach 1750 die Zeug- und Flanellproduktion auf. Gegen die Zünfte setzte Oehler sein Verlagssystem durch, und schon 1777 wurden Crimmitschauer Halbtuche bis nach Südamerika exportiert.

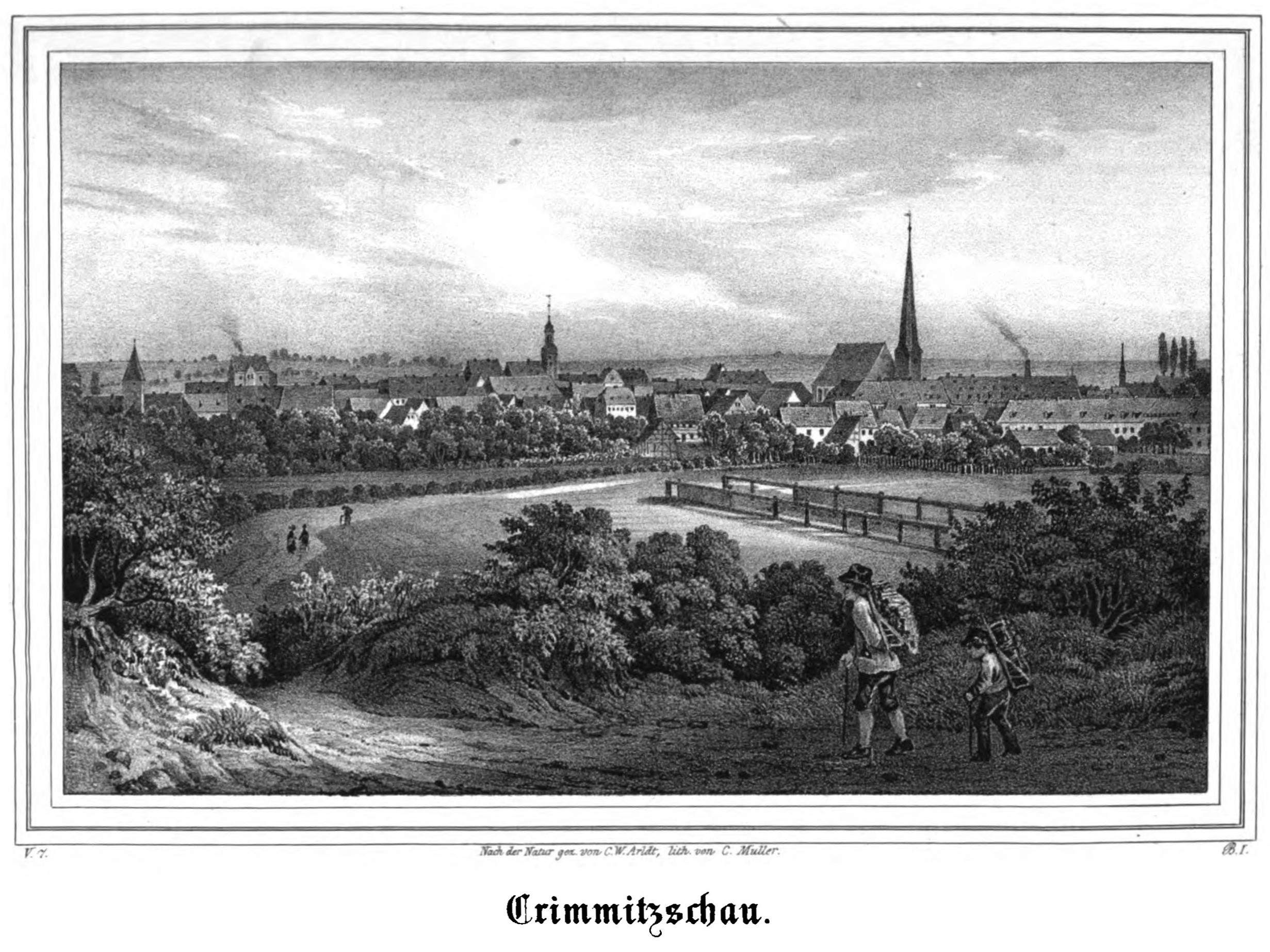
Crimmitschau um 1840

Das gemeinsame Amt, Schloss (Schweinsburg) und Stadt, wurde im 18. Jahrhundert getrennt. 1765 verkaufte Dorothee von der Planitz für 9.000 Taler die Stadt und Gerichtsherrschaft Crimmitschau an Johann Christoph Seyffarth; die Stadt wurde so mit allen Einwohnern Besitz einer reichen Patrizierfamilie, die zu dieser Zeit bereits Schiedel besaß. In der Stadt wurde 1814 die Maschinenspinnerei eingeführt und 1824 die erste Dampfmaschine aufgestellt. Am 15. März 1844 wurde Crimmitschau an das deutsche Eisenbahnnetz angeschlossen (Sächsisch-Bayerische Eisenbahn nach Leipzig, später bis Bayern verlängert). Das ehemalige städtische Krankenhaus wurde 1848 das erste Mal erwähnt. Kurz vor der Schließung 1999 hatte es noch 180 Betten.
Nachdem der Rat der Stadt Crimmitschau am 28. August 1841 das örtliche Rittergut mit der Stadtgerichtsbarkeit von Dr. Seyffarth erworben hatte, erlangte die Stadt ihre Unabhängigkeit. Die Stadt Crimmitschau gehörte bis 1856 zum kursächsischen bzw. königlich-sächsischen Amt Zwickau. 1856 wurde Crimmitschau Sitz des gleichnamigen Gerichtsamts Crimmitschau, das 1875 der Amtshauptmannschaft Zwickau angegliedert wurde.
Um die Wende zum 20. Jahrhundert war Crimmitschau auf Grund der hohen Konzentration von Betrieben der Textilindustrie die sogenannte „Stadt der 100 Schornsteine“. So lebten in Crimmitschau am Ende des 19. Jahrhunderts im Verhältnis zur Gesamtbevölkerung der Stadt die meisten Millionäre im Deutschen Reich. Diese ließen sich am Westberg nieder und bauten repräsentative Villen, so dass sie bei den vorherrschenden Westwind-Wetterlagen nicht durch den Rauch der Schornsteine belastet wurden. Heute besteht noch eine einzige Tuchfabrik, nämlich Spengler & Fürst, die 1837 gegründet wurde.
Am 16. Juni 1870 erschien hier die erste Lokalzeitung der deutschen Sozialdemokratie, der Crimmitschauer Bürger- und Bauernfreund, der bis 1879 existierte. Nach dem Deutsch-Französischen Krieg kam es in den sogenannten Gründerjahren (1871–1873) in Deutschland zu einer Hochkonjunktur, an der auch Crimmitschau partizipierte. Um 1880 gab es hier 40 Volltuchfabriken, 16 Vigognespinnereien, fünf Färbereien und zwei Baumwollzwirnereien.

### Textilarbeiterstreik bis Zweiter Weltkrieg

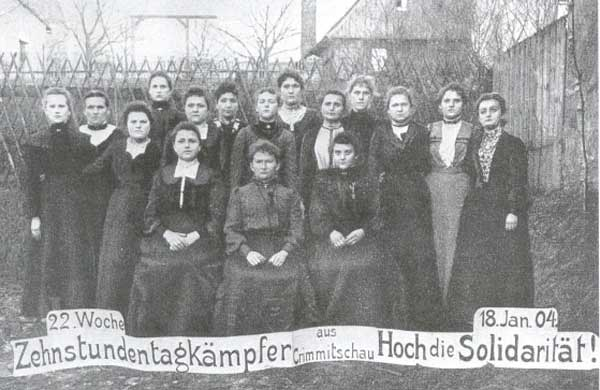
Solidaritätspostkarte zum Streik in Crimmitschau (1903/04)

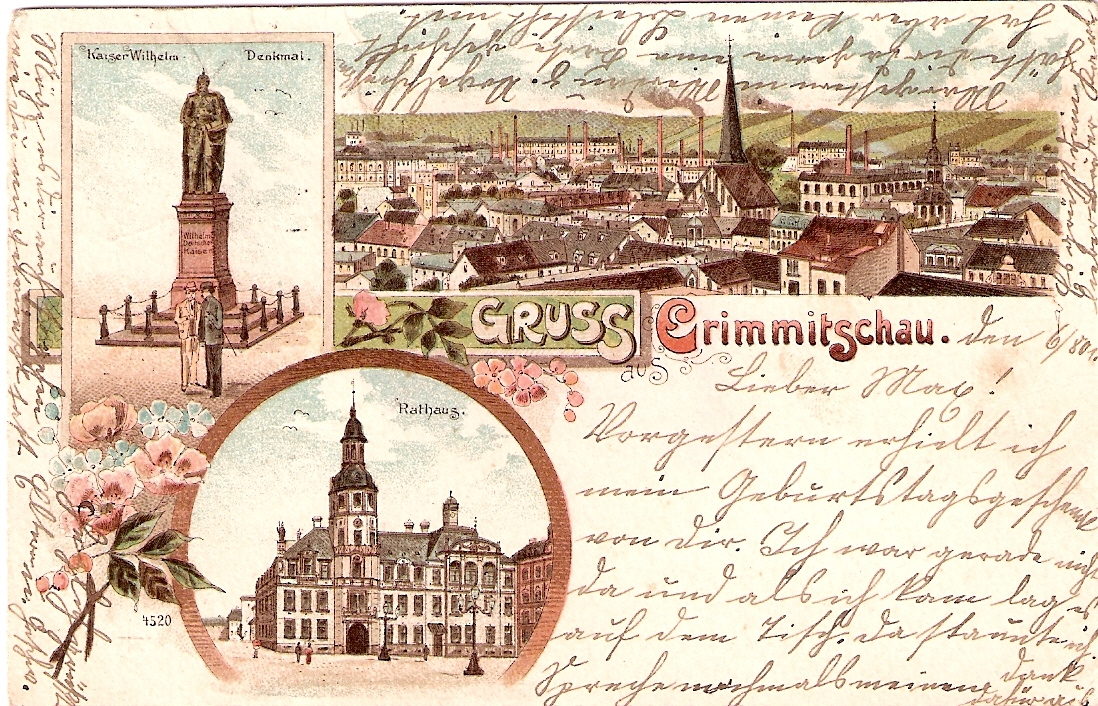
Postkarte aus Crimmitschau, um 1900. Abgebildet sind die Stadt sowie das Kaiser-Wilhelm-Denkmal und das Rathaus

Nach der Einführung des Koalitionsrechts in Sachsen 1861 gab es wiederholte Streiks der Crimmitschauer Textilarbeiterinnen. Im Jahr 1871 kämpften sie für die Einführung des 14-Stunden-Tages und im selben Jahr noch einmal für die Einführung des 13-Stunden-Tages; 1878 weigerten sie sich, von 5 Uhr bis 20 Uhr zu arbeiten, und 1882 streikten sie für die Einführung des 11-Stunden-Tages. In den Jahren 1879, 1882, 1884 (zweimal), 1885 und 1887 (zweimal) streikten sie für höhere Löhne.
Vom 22. August 1903 bis zum 18. Januar 1904 fand einer der längsten und größten Textilarbeiterstreiks im Kaiserreich statt, der landesweit für Aufruhr sorgte. Am ersten Streiktag stellten 26 Spinnereien, 52 Webereien, 4 Färbereien und 2 Hülsenfabriken mit insgesamt 7.827 vor allem weiblichen Arbeitern ihre Produktion ein. Weitere 1.500 Heimarbeiter waren hiervon direkt betroffen. 21 Wochen lang kämpften die Arbeiter um den Zehnstundentag und fanden dabei internationale Beachtung, die sich in diversen Spenden an die Streikenden zeigte. Gegen den Einsatz von Streikbrechern, die die Unternehmer nach Crimmitschau eingeladen hatten, wehrten sich die Streikenden mit Betriebsblockaden und Drohungen, was um den Jahreswechsel 1903/1904 zur Verhängung des Belagerungszustands über Crimmitschau und zur Stationierung auswärtiger Gendarmerieeinheiten in der Stadt führte. Kurz darauf fand der Streik ein abruptes Ende, als die Gewerkschaftsführer und Streikleiter am 18. Januar 1904 hinter dem Rücken aller Arbeiter eine Fortsetzung für nutzlos erklärten. Trotz aller Bemühungen beschloss der Reichstag erst 1908 die Einführung des Zehnstundentages. Als Auftragsarbeit für das Berliner Museum für Deutsche Geschichte schufen Franz Reiß und Werner Knackmuß 1956 zum Thema dieses Streiks ein Ölgemälde, das sich im Deutschen Historischen Museum befindet.
Im Ersten Weltkrieg fielen 1.018 Einwohner von Crimmitschau, dazu 227 aus den umliegenden Ortschaften.
Im Jahr 1933 existierten in der Stadt mehr als 80 Firmen, die von der Textilindustrie lebten, davon 32 Spinnereien und Zwirnereien, 28 Tuchfabriken, 8 Reißereien, 7 Textilmaschinenbaubetriebe, 2 Hülsenfabriken, 2 Trikotagenfabriken, 1 Möbelstoffweberei sowie mehrere Färbereien und Bleichereien.
Während des Zweiten Weltkriegs trafen am 7. Juli 1944 Bomben mehrere Crimmitschauer Häuser an der Leitelshainer/Freund- und Hohlstraße. Es handelte sich allerdings nicht um einen systematischen Luftangriff der Alliierten. Am 13. und 14. April 1945 stießen US-amerikanische Panzer auf der Autobahn aus Richtung Meerane vor, die Stadt wurde am 15. April eingenommen. Aufgrund der Erklärungen von Jalta und Teheran verließen die US-Truppen Westsachsen und am 1. Juli 1945 zog die Rote Armee in Crimmitschau ein.

### Seit dem Zweiten Weltkrieg
Am 22. Oktober 1945 wurden die Crimmitschauer Schulen wieder geöffnet und im September 1949 wurde das erste Geschäft der staatlichen HO eröffnet. Am 11. April 1946 erfolgte in Crimmitschau der Zusammenschluss der lokalen Organisationen von KPD und SPD zur SED.
Die Stadt beherbergt ein eigenes Theater, das 1947 mit Schillers Kabale und Liebe in der ehemaligen Turnhalle eröffnet und drei Jahre später an seinen heutigen Standort am Theaterplatz umzog.
Mit der Verwaltungsreform in der DDR 1952 schied Crimmitschau aus dem Landkreis Zwickau aus und wurde am 1. September 1952 dem Kreis Werdau im Bezirk Chemnitz (1953 in Bezirk Karl-Marx-Stadt umbenannt) zugeordnet, der ab 1990 als sächsischer Landkreis Werdau fortgeführt wurde und 1994 im Landkreis Zwickauer Land bzw. 2008 im Landkreis Zwickau aufging.

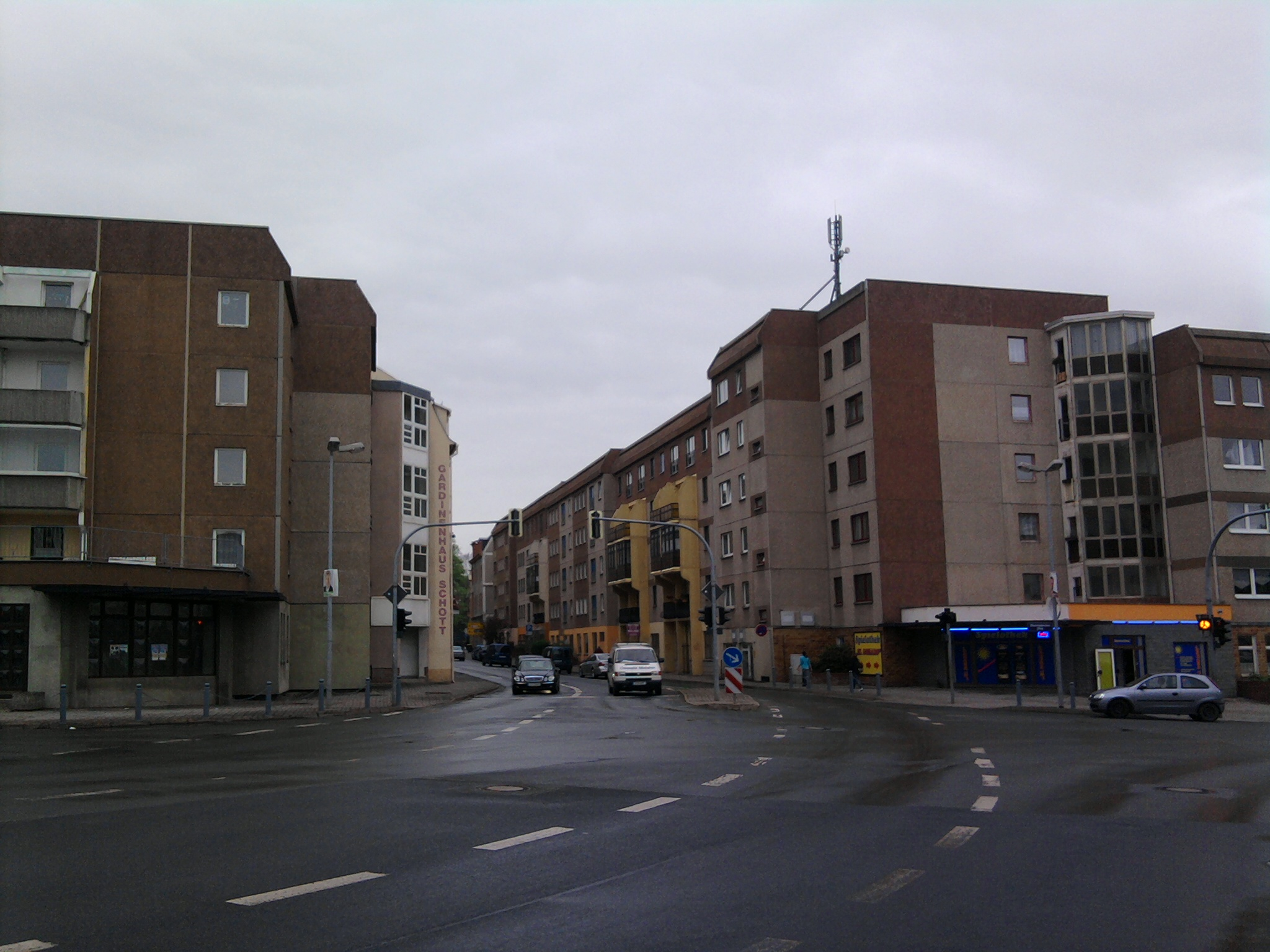
Ende der 1980er Jahre errichtete Plattenbauten am innerstädtischen Mannichswalder Platz

Im Jahr 1962 kam es zur Gründung des VEB Volltuchwerke Crimmitschau aus mehreren Textilbetrieben, dem 1971 weitere Werke in Werdau, Burg, Neustadt/Orla und Hartha angeschlossen wurden. Bis 1978 wurden alle im Ort befindlichen Tuchhersteller angeschlossen. Der gesamte Betrieb beschäftigte 1980 rund 4900 Menschen, davon über 2000 in Crimmitschau.
In der DDR wurden viele Bauprojekte verwirklicht: 1953 begann man mit dem Bau von 188 Wohnungen in der Wilhelm-Liebknecht-Straße, im Jahr darauf wurde die Arbeiter-Wohnungsbau-Genossenschaft Crimmitschau gegründet und 1956 konnten 45 Wohnungen an der Ecke Donath-/Hohlstraße bezogen werden. Zwischen 1963 und 1969 entstand das Plattenbaugebiet in der heutigen Helmut-Bräutigam-Straße mit 344 Wohnungen. Im selben Jahr wurden zwei Wohnblocks mit 32 Wohnungen in der Lindenstraße übergeben. Im Oktober 1964 wurde das Kunsteisstadion im Sahnpark eingeweiht. Die Errichtung des Wildgeheges wurde 1966 begonnen und Die Spinnerin, das Wahrzeichen der Stadt auf dem Brunnen des Marktplatzes, wurde 1967 von dem Bildhauer Hans Eickworth geschaffen. Das größte Plattenbaugebiet der Stadt an der Westbergstraße wurde 1978 mit 680 Wohnungen an die Bürger übergeben, es folgten 1979 zwei Wohnblöcke mit 110 altersgerechten und teilweise behinderten- und rollstuhlgerechten Wohnungen sowie eine Kaufhalle, eine Kinderkombination und eine Schule. Im März 1985 wurde nach intensiver Vorbereitung mit den Erschließungsarbeiten im innerstädtischen Wohnungsbaustandort Parkgasse/Buttenplatz begonnen. Am 11. Dezember 1987 erfolgte die Grundsteinlegung. Es wurden hier 1.150 fernbeheizte Wohnungen, eine Kinderkrippe, ein Fitnessstudio und ein Geschäft eingerichtet.
Vom 9. bis 17. Juni 1989 wurde das 575-jährige Jubiläum der Stadtrechtsverleihung feierlich begangen.
Nach der deutschen Wiedervereinigung brach in Crimmitschau die Textilindustrie fast vollständig zusammen. An diesen herben Einschnitt wird auch im Bonner Haus der Geschichte mit einer kleinen Schautafel erinnert – stellvertretend für die Entwicklung in vielen anderen ostdeutschen Städten. Der notwendige Strukturwandel hält noch immer an. Auch politisch und gesellschaftlich kam es zu Änderungen. Bei der ersten freien Kommunalwahl am 6. Mai 1990 errang die CDU einen deutlichen Wahlsieg. Ab 1. August 1994 gehörte die Stadt nicht mehr zum Kreis Werdau, sondern wurde in den wiedergegründeten Landkreis Zwickauer Land eingegliedert. Crimmitschau wurde am 1. Oktober 1994 zur Großen Kreisstadt ernannt. Zudem wurde weiterhin an der Sanierung der historischen Innenstadt gearbeitet.
1999 schloss das Crimmitschauer Kreiskrankenhaus zugunsten der neuen Pleißentalklinik in Werdau. Am 25. März 1999 trafen Crimmitschau und Dennheritz eine Verwaltungsvereinbarung, die am 1. Mai 1999 in Kraft trat.

### Religionen

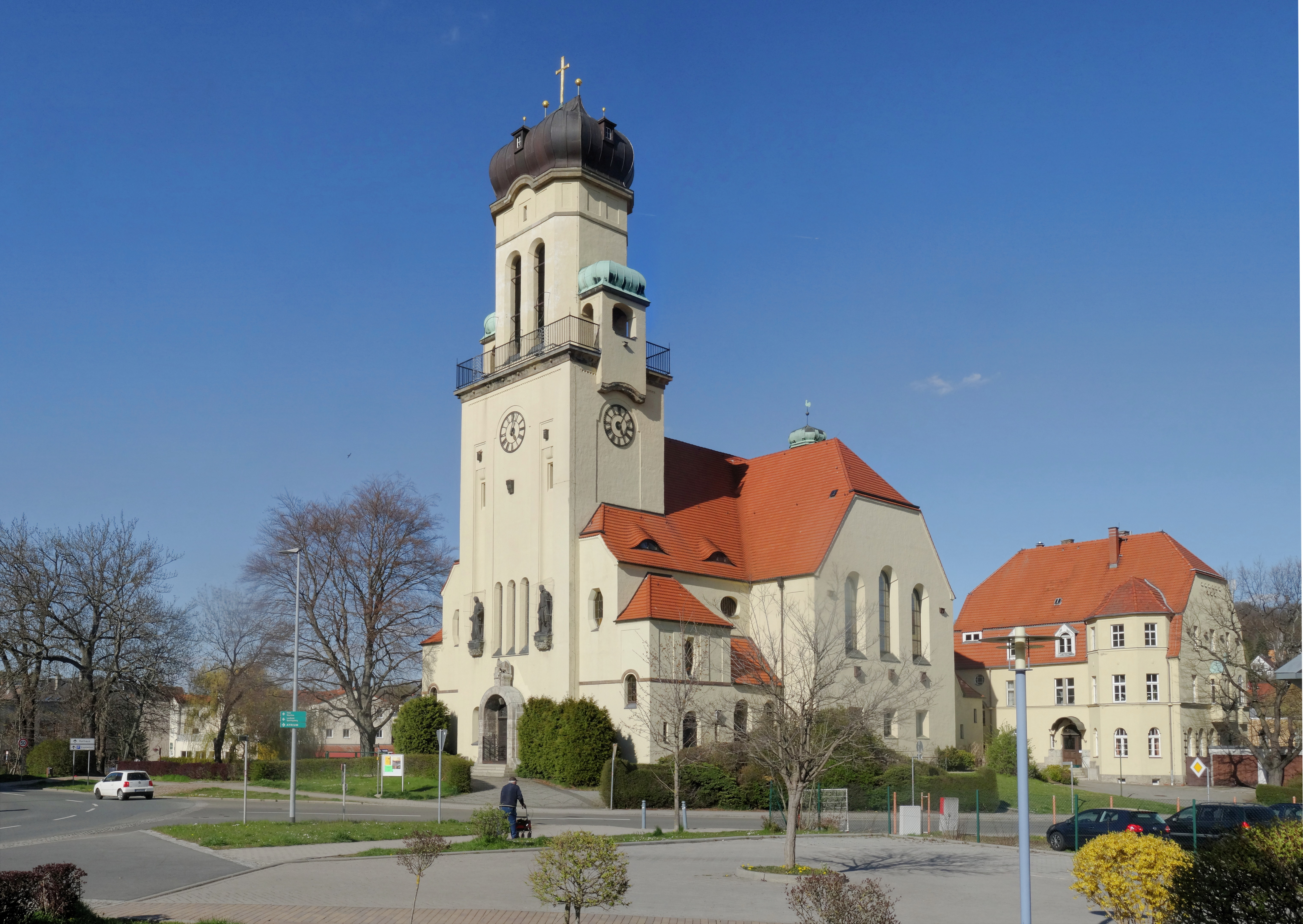
Evangelische
St.-Johannis-Kirche in der Südstadt

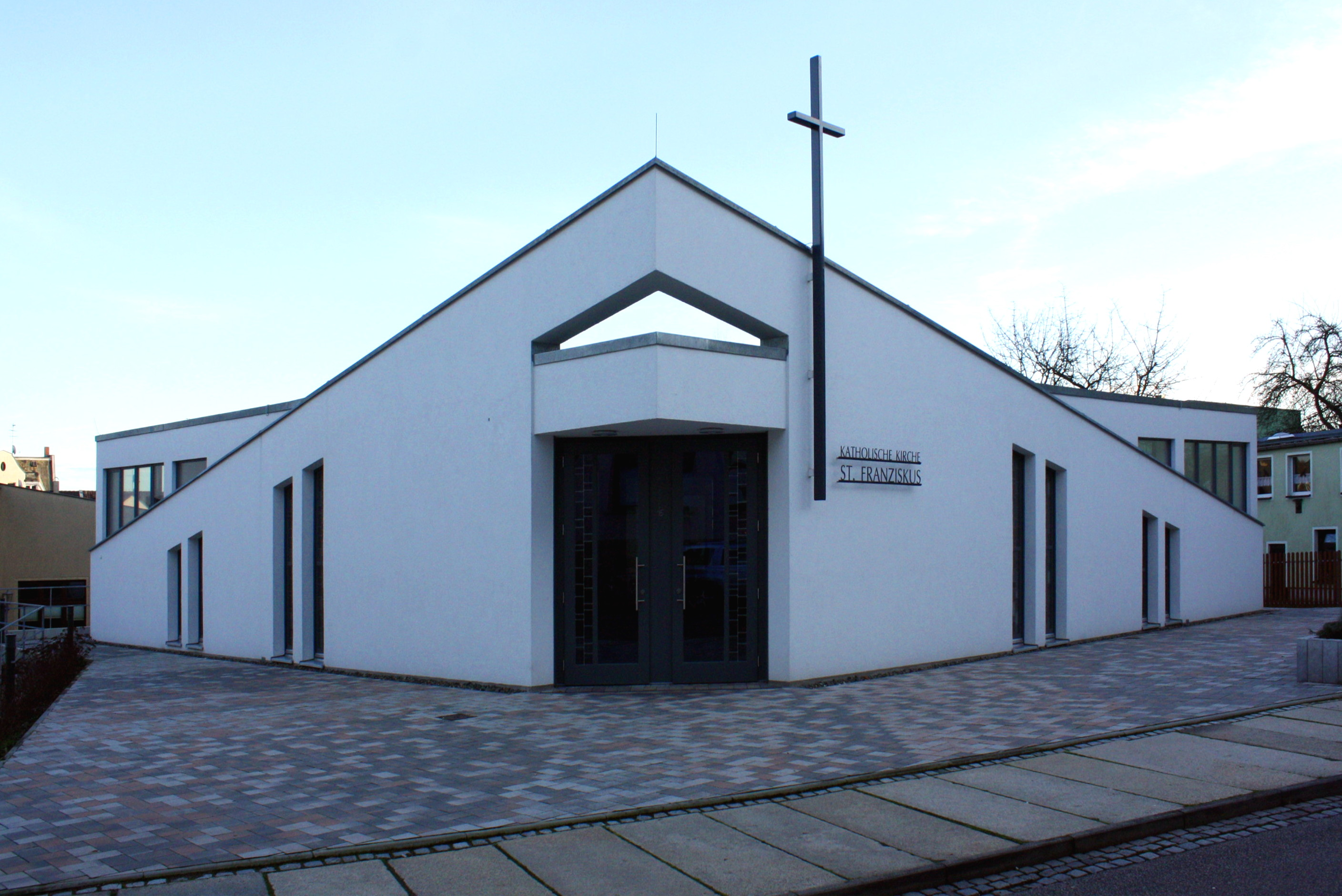
Katholische Kirche St. Franziskus

Knapp 20 % der Einwohner Crimmitschaus gehören der Evangelisch-Lutherischen Landeskirche Sachsens an. Neben den drei Kirchgemeinden im engeren Stadtgebiet gibt es sieben evangelisch-lutherische Gemeinden in den eingemeindeten Dörfern Blankenhain, Frankenhausen, Gablenz, Langenreinsdorf, Lauenhain, Mannichswalde und Rudelswalde. Die landeskirchliche Gemeinschaft ist in Crimmitschau ebenfalls mit einem eigenen Haus vertreten. Die zum Bistum Dresden-Meißen gehörende römisch-katholische St.-Franziskus-Gemeinde umfasst knapp 7 % der Einwohner Crimmitschaus. Daneben gibt es weitere christliche Gemeinschaften und Freikirchen.
Die älteste Kirche der Stadt ist die seit der 1529 einsetzenden Reformation evangelische St.-Laurentius-Kirche in der Innenstadt. Aufgrund des wirtschaftlichen Aufstiegs der Stadt und der damit verbundenen Bevölkerungszunahme wurde bereits gegen Ende des 19. Jahrhunderts der Bau einer weiteren Kirche in der Südvorstadt beschlossen, aber erst 1912 konnte die St.-Johannis-Kirche fertiggestellt und eingeweiht werden.
1937 wurde in dem eingemeindeten Dorf Leitelshain die Luther-Kirche errichtet. In den Zeiten des Nationalsozialismus wurde sie von den sogenannten Deutschen Christen okkupiert.
Die römisch-katholische Kirchengemeinde besaß seit 1927 eine Kapelle in einer 1904 erbauten Villa in Crimmitschau. Es kam zur Errichtung einer Pfarrstelle durch den Bischof. Besonders durch den Zuzug von Heimatvertriebenen wuchs die Pfarrgemeinde St. Franziskus nach dem Ende des Zweiten Weltkriegs. Größere Gottesdienste und Messen wurden in der evangelischen St.-Johannis-Kirche gefeiert. 2012/2013 wurde die St.-Franziskus-Kirche erbaut.
Bis 1939 existierte in Crimmitschau auch eine jüdische Bevölkerung:
| Jahr      | 1890 | 1905 | 1925 | 1933 | 1939 |
| --------- | ---- | ---- | ---- | ---- | ---- |
| Einwohner | 27   | ≈ 10 | 8    | 9    | 1    |

2014 wurden von Gunter Demnig neun Stolpersteine zur Erinnerung an Verfolgte in Crimmitschau in der Zeit des Nationalsozialismus verlegt.

### Eingemeindungen

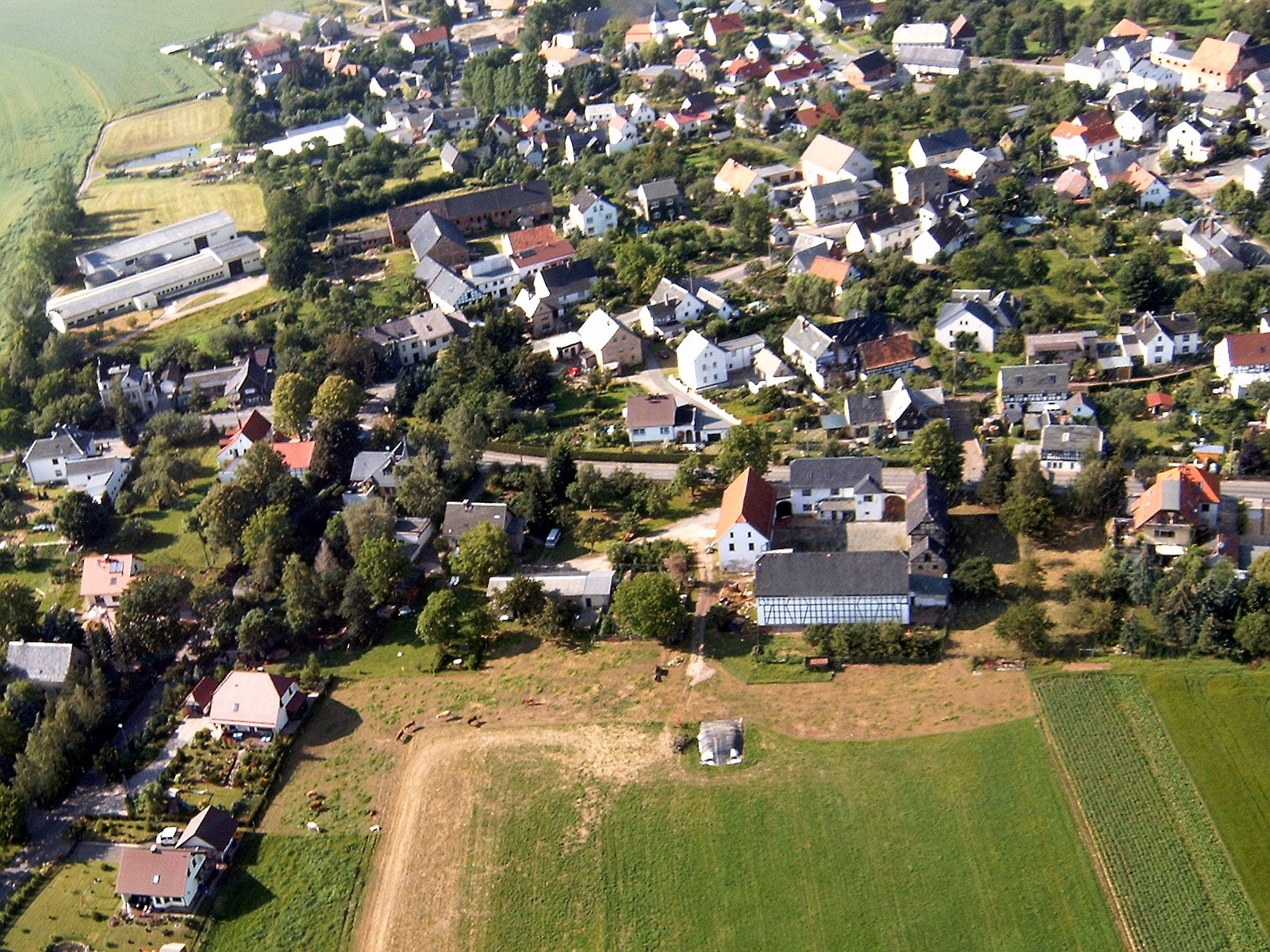
Luftbild von Mannichswalde

| Ehemalige Gemeinde  | Datum      | Anmerkung                                                          |
| ------------------- | ---------- | ------------------------------------------------------------------ |
| Blankenhain         | 01.01.1994 |                                                                    |
| Frankenhausen       | 01.07.1950 |                                                                    |
| Gablenz             | 01.07.1950 |                                                                    |
| Gersdorf            | vor 1875   | Eingemeindung nach Lauenhain                                       |
| Gosel               | vor 1875   | Eingemeindung des sächsischen Anteils von Gosel nach Frankenhausen |
| Gösau               | 01.02.1973 |                                                                    |
| Großpillingsdorf    | 01.04.1974 | Eingemeindung nach Blankenhain                                     |
| Harthau             | 01.04.1935 | Eingemeindung nach Lauenhain                                       |
| Kleinpillingsdorf   | vor 1880   | Eingemeindung nach Großpillingsdorf                                |
| Langenreinsdorf     | 01.01.1994 |                                                                    |
| Lauenhain           | 01.01.1999 |                                                                    |
| Leitelshain         | 01.07.1906 |                                                                    |
| Mannichswalde       | 01.01.1994 |                                                                    |
| Mark Sahnau         | vor 1875   | Eingemeindung nach Rudelswalde                                     |
| Ponitz              | 01.04.1928 | Umgliederung eines Teils von Gosel                                 |
| Rudelswalde         | 01.07.1950 |                                                                    |
| Rußdorf             | 01.07.1950 | Eingemeindung nach Blankenhain                                     |
| Tempelfrankenhausen | 01.01.1877 | Eingemeindung nach Frankenhausen                                   |
| Ungewiss            | vor 1875   | Eingemeindung nach Gablenz                                         |
| Wahlen              | 01.01.1891 |                                                                    |

### Einwohnerentwicklung
1551 wurden 155 besessene(r) Mann, 9 unbesessene(r) Mann und 168 Inwohner gezählt, 1748 waren es 292 besessene(r) Mann und 27 Hufen. Lebten 1834 nur 3.767 Einwohner in Crimmitschau, so stieg die Zahl bis 1871 bereits auf 15.280 Einwohner an. Die maximale Einwohnerzahl wurde in der frühen Nachkriegszeit erreicht, seitdem sinkt die Bevölkerungszahl – unterbrochen durch die Eingemeindungen der 1990er Jahre – stetig.
Entwicklung der Einwohnerzahl seit 1875:
| Jahr | Einwohner |
| ---- | --------- |
| 1875 | 17.649    |
| 1880 | 18.925    |
| 1890 | 19.300    |
| 1910 | 28.818    |
| 1933 | 27.938    |
| 1939 | 27.247    |
| 1946 | 30.504    |
| 1950 | 34.541    |
| 1960 | 31.279    |
| 1981 | 26.229    |
| 1984 | 25.086    |
| 1995 | 23.888    |

| Jahr | Einwohner |
| ---- | --------- |
| 1997 | 23.420    |
| 1998 | 23.854    |
| 1999 | 23.570    |
| 2000 | 23.305    |
| 2001 | 23.104    |
| 2002 | 22.874    |
| 2003 | 22.660    |
| 2004 | 22.528    |
| 2005 | 22.306    |
| 2006 | 21.953    |
| 2007 | 21.680    |
| 2008 | 21.080    |

| Jahr | Einwohner |
| ---- | --------- |
| 2009 | 20.833    |
| 2010 | 20.901    |
| 2011 | 20.535    |
| 2012 | 19.622    |
| 2013 | 19.396    |
| 2014 | 19.180    |
| 2015 | 19.180    |
| 2016 | 18.982    |
| 2017 | 18.746    |
| 2018 | 18.536    |
| 2019 | 18.350    |
| 2020 | 18.167    |

Einwohnerentwicklung von Crimmitschau von 1875 bis 2018 nach nebenstehender Tabelle

Jeweils zum 31. Dezember, 1946: 29. Oktober, 1950: 31. August. Quelle (ab 1. Januar 1999): Statistisches Landesamt des Freistaates Sachsen

## Politik

### Stadtrat
Die Stadtratswahl am 9. Juni 2024 führte zu folgendem Ergebnis:

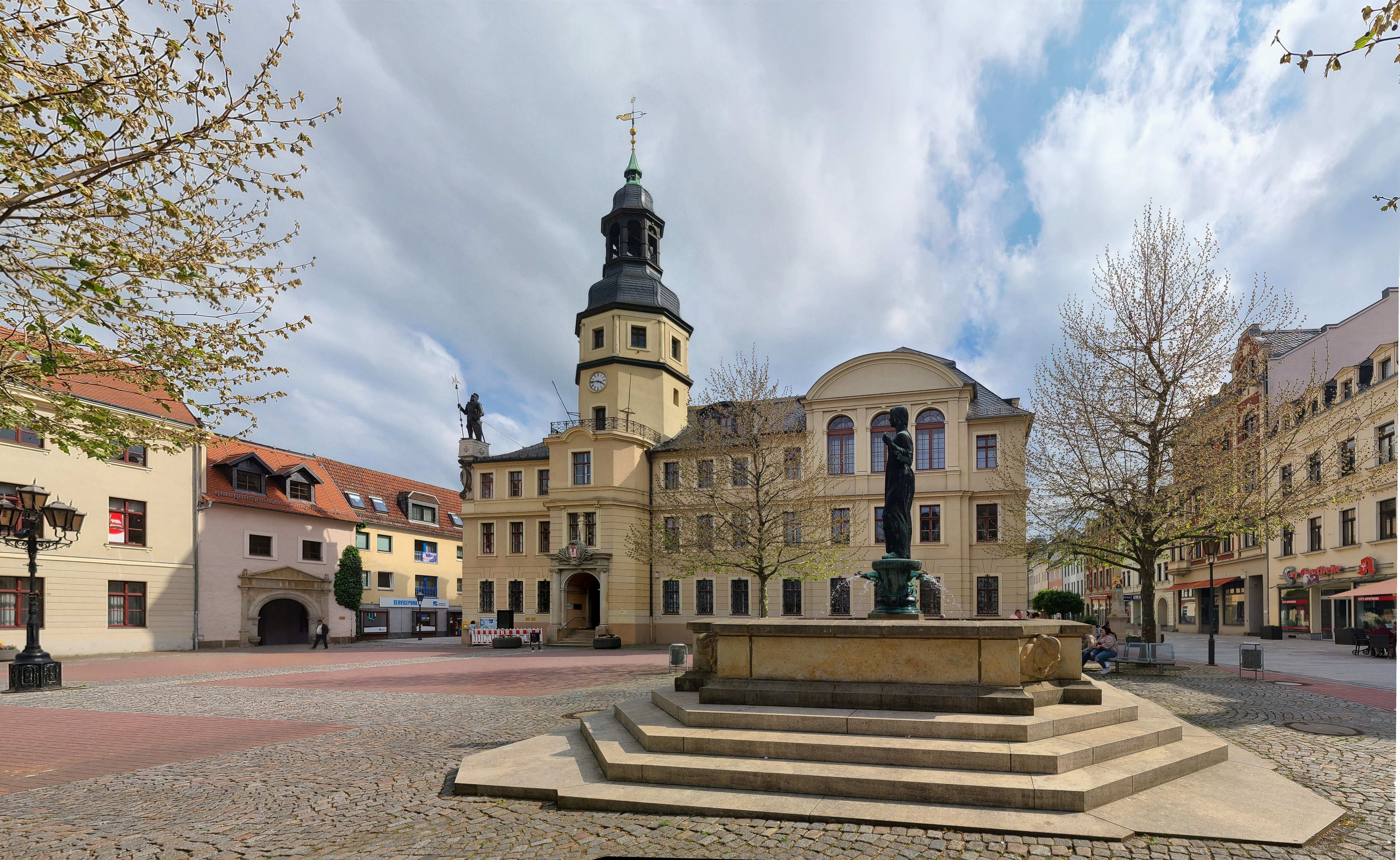
Rathaus Crimmitschau

| Sitzverteilung im Crimmitschauer Stadtrat 2024Insgesamt 22 Sitze - Linke: 2 - FDP: 1 - FCr: 7 - CDU: 4 - AfD: 7 - FS: 1 |

| Wahlperiode | Wahlbeteiligung | WV a | AfD | CDU | Linke | FDP | FS | SPD | DSU | Kirchen | GRÜNE | DFD | Unabh. | REP | Gesamt |
| ----------- | --------------- | ---- | --- | --- | ----- | --- | -- | --- | --- | ------- | ----- | --- | ------ | --- | ------ |
| 1990–1994   |                 | 0–   | –   | 15  | 3     | 5   | –  | 2   | 4   | 2       | 1     | 1   | 6      | –   | 39     |
| 1994–1999   | 66,9 %0         | 02   | –   | 09  | 3     | 5   | –  | 5   | –   | –       | 1     | –   | –      | 1   | 26     |
| 1999–2004   | 49,0 %0         | 01   | –   | 12  | 5     | 3   | –  | 5   | –   | –       | –     | –   | –      | –   | 26     |
| 2004–2009   | 41,34 %         | 09   | –   | 08  | 4     | 3   | –  | 2   | –   | –       | –     | –   | –      | –   | 26     |
| 2009–2014   | 40,83 %         | 10   | –   | 06  | 5     | 3   | –  | 2   | –   | –       | –     | –   | –      | –   | 26     |
| 2014–2019   | 44,0 %0         | 12   | –   | 05  | 5     | 2   | –  | 2   | –   | –       | –     | –   | –      | –   | 26     |
| 2019–2024   | 57,2 %0         | 09   | 4   | 03  | 3     | 1   | –  | 1   | –   | –       | –     | –   | –      | –   | 21     |
| seit 2024   | 58,2 %0         | 07   | 7   | 04  | 2     | 1   | 1  | –   | –   | –       | –     | –   | –      | –   | 22     |

### Bürgermeister
| Amtszeit                                 | Wahlbeteiligung | Stimmen für den OB | Oberbürgermeister                                 | Bemerkungen                                                                                                   |
| ---------------------------------------- | --------------- | ------------------ | ------------------------------------------------- | --- |
| 1945–1951                                |                 |                    | Karl Bruno Falkenberg (SPD)                       | erster Nachkriegsbürgermeister; bis September 1946 erster Bürgermeister und bis Januar 1951 Oberbürgermeister |
| 1990                                     |                 |                    | Karl-Heinz Sonntag (CDU)                          | Bürgermeister, Rücktritt aus persönlichen Gründen                                                             |
| 1990–1991                                |                 |                    | Peter Deisenhofer (CDU)                           | wegen Unregelmäßigkeiten in der Amtsführung abgewählt                                                         |
| 1991–1992                                |                 |                    | Martin Seidel (FDP)                               | als amtierender Bürgermeister                                                                                 |
| 1992–2003                                |                 |                    | Peter Zippel (CDU)                                | keine Neukandidatur wegen Korruptionsbeschuldigungen                                                          |
| [00]2003–2010 (Wahl: 2003)               | 40,91 %         | 58,14 %            | Holm Günther (parteilos)                          | |
| [00]2010–2017 (Wahl: 2010)               | 42,55 %         | 85,15 %            | Holm Günther (parteilos)                          | |
| 2017–2024 (Wahl: 2017)                   | 50,90 %         | 44,90 %            | André Raphael (ursprünglich parteilos, jetzt CDU) | im zweiten Wahlgang gewählt                                                                                   |
| 2024–2031 (voraussichtlich) (Wahl: 2024) | 27,7 %          | 87,8 %             | André Raphael (ursprünglich parteilos, jetzt CDU) | ohne Gegenkandidat                                                                                            |

| Wahlperiode | Blankenhain          | Frankenhausen         | Langenreinsdorf       | Lauenhain               | Mannichswalde           |
| ----------- | -------------------- | --------------------- | --------------------- | ----------------------- | ----------------------- |
| 2009–2014   | Wolfram Koch (CDU)   | Stefan Rudert (SHF 1) | Lutz Baumgärtel (FDP) | Christian Jacob (CDU)   | Wolfgang Langwald (CDU) |
| 2019–2024   | Ulrike Voigt (FCr 2) | Stefan Rudert (SHF 1) | Lutz Baumgärtel (FDP) | Christian Jacob (FCr 2) | Jan Schleicher (FCr 2)  |

### Wappen
Seit dem Erhalt des Stadtrechts 1414 führt Crimmitschau ein Wappen. Das noch heute gültige Wappen wurde 1896 von der Stadtverordnetenversammlung beschlossen und noch im selben Jahr vom sächsischen Innenministerium bestätigt.
Es zeigt auf rotem Grund die silberne Zinnenmauer, gekrönt von zwei silbernen Türmen, die nunmehr in Seitenansicht zu sehen sind. Zwischen den Türmen befindet sich der Schild der Schönburger, die 1878 alle Territorialrechte endgültig dem Königreich Sachsen verkauft hatten.

### Städtepartnerschaften
Seit 1971 pflegt Crimmitschau eine Städtepartnerschaft mit der tschechischen Stadt Bystřice nad Pernštejnem, seit März 1990 eine weitere mit der Stadt Wiehl in Nordrhein-Westfalen. Die Pflege von städtepartnerschaftlichen Beziehungen erfolgt über den Förderverein Städtepartnerschaften Crimmitschau e. V.

## Kultur und Sehenswürdigkeiten

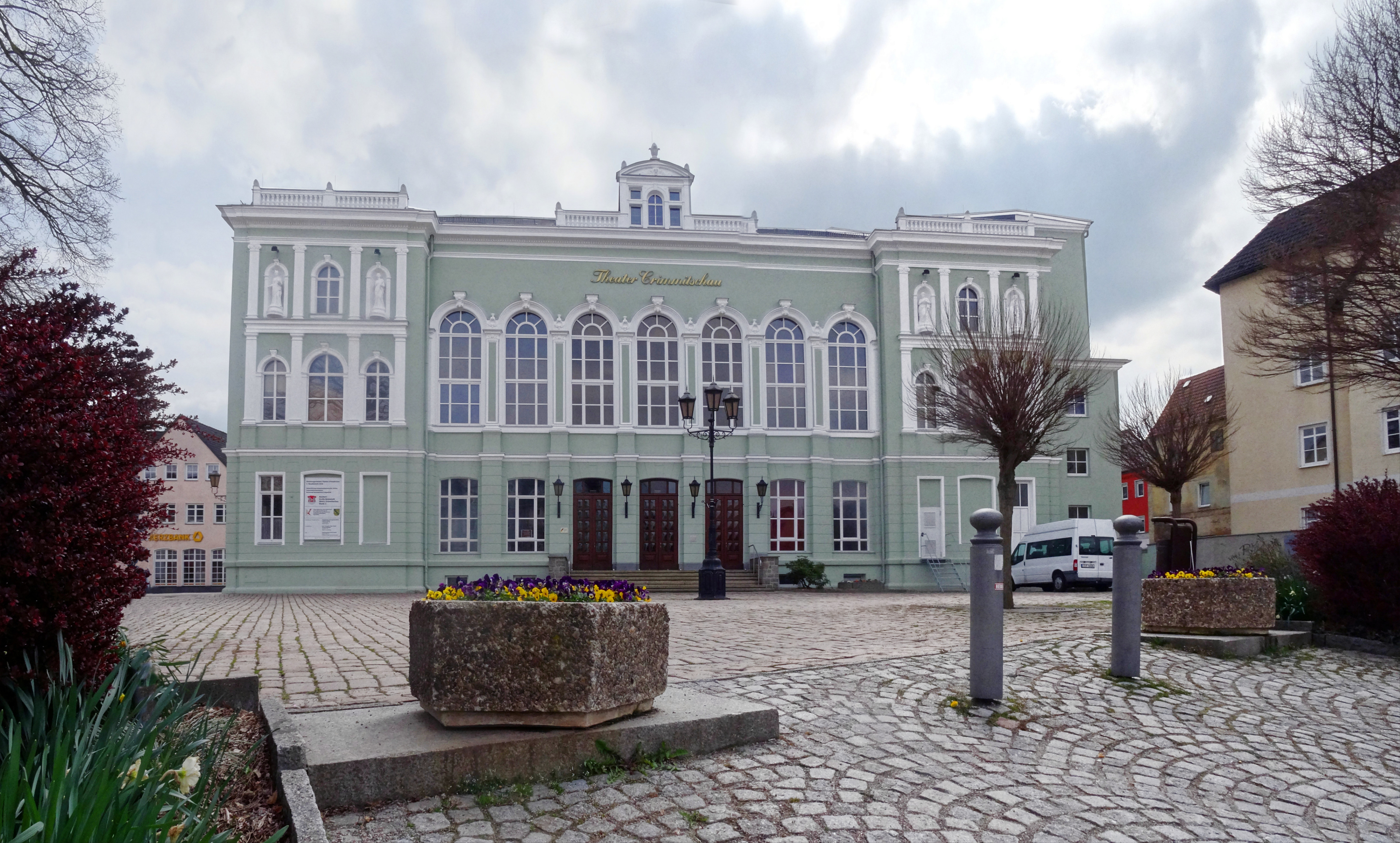
Theater Crimmitschau

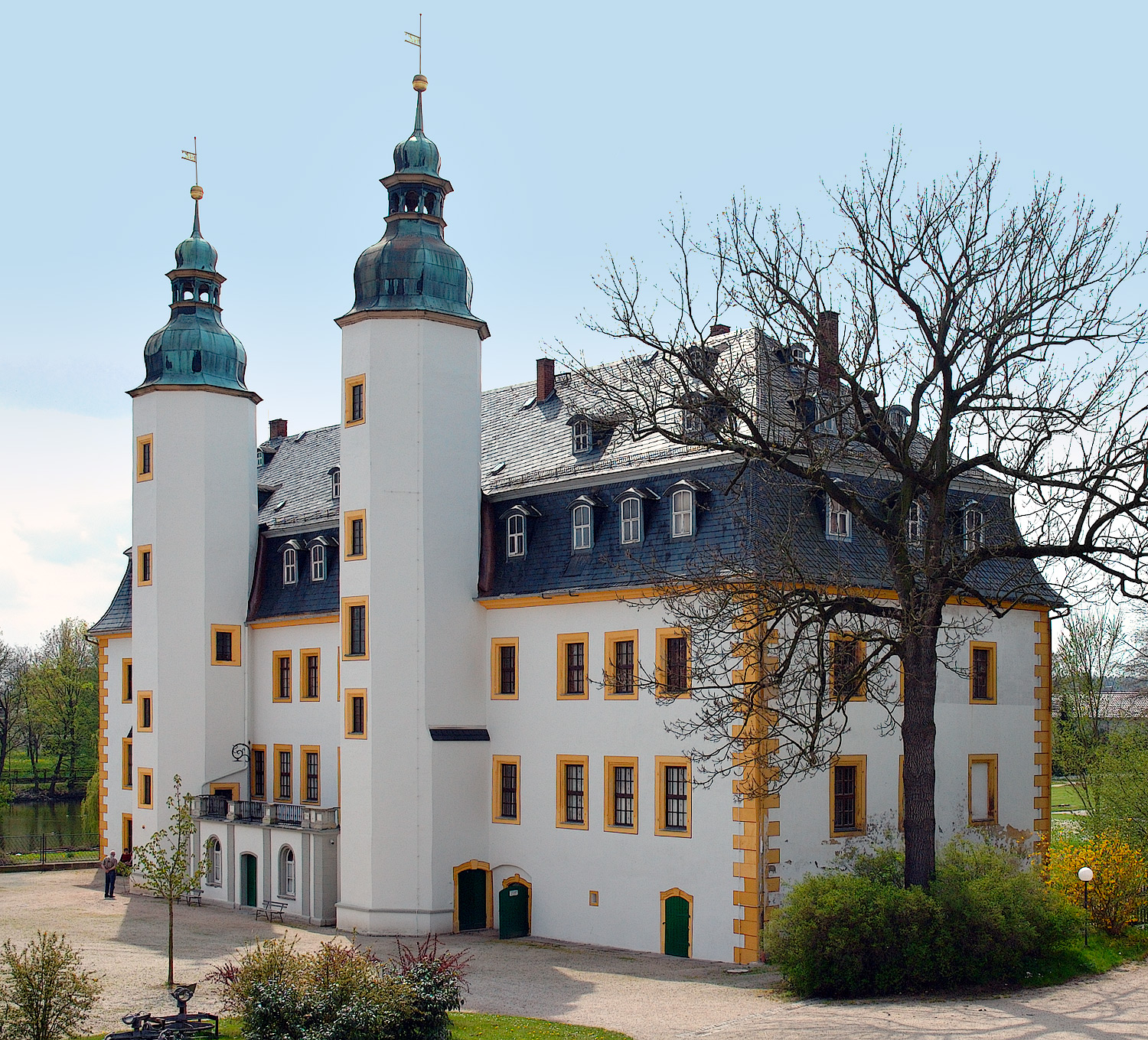
Schloss Blankenhain

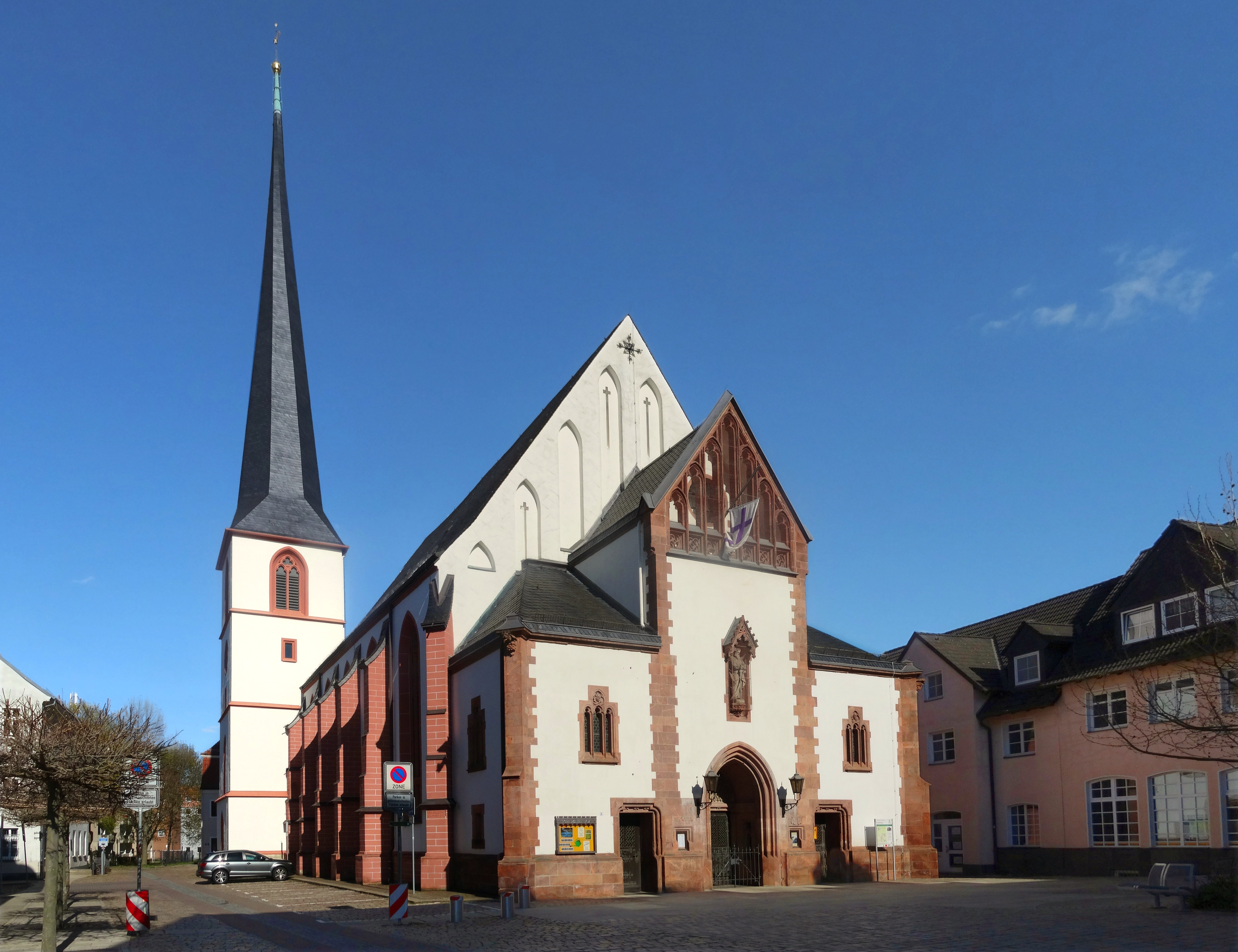
Laurentiuskirche

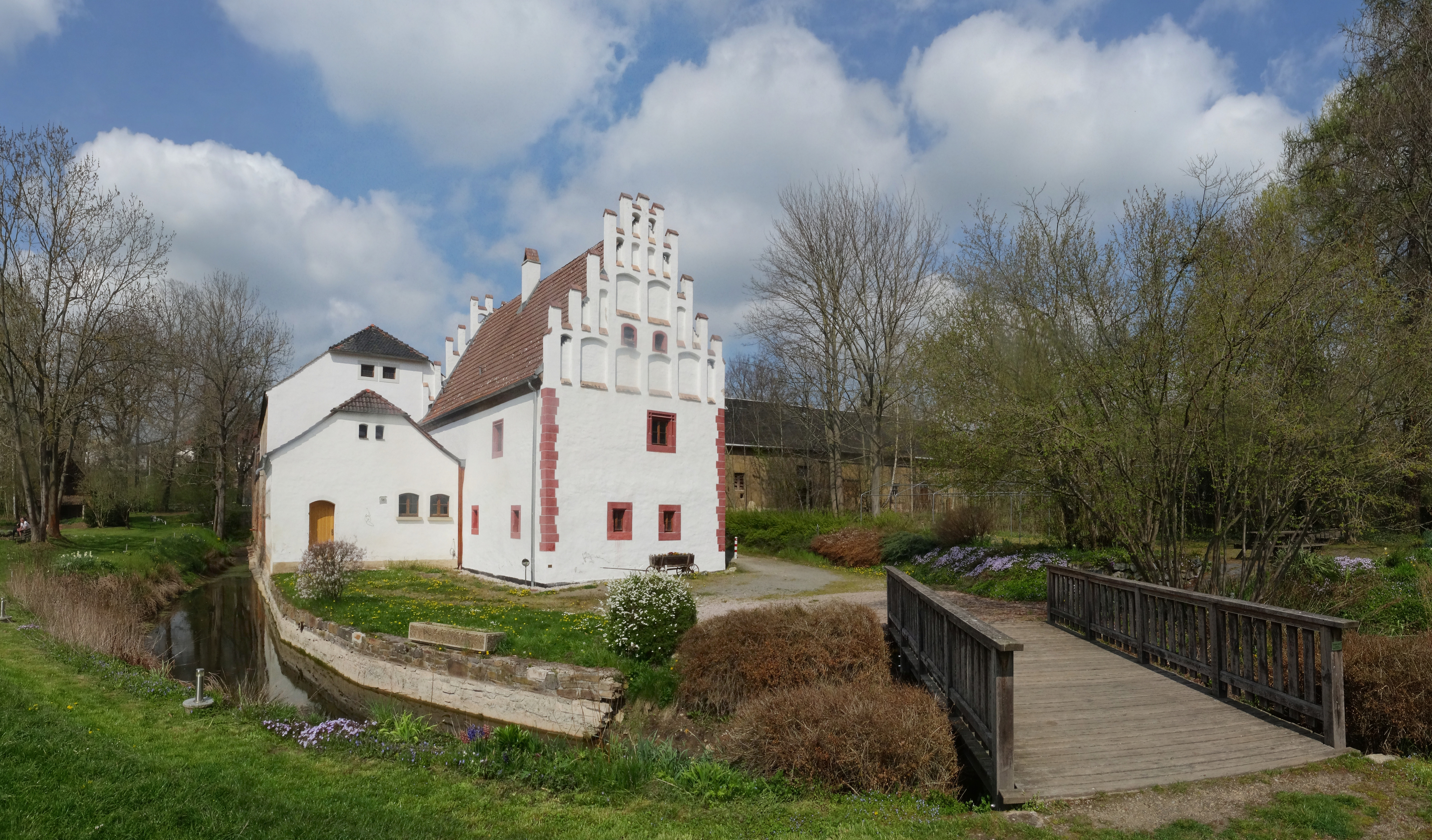
Kloster Frankenhausen

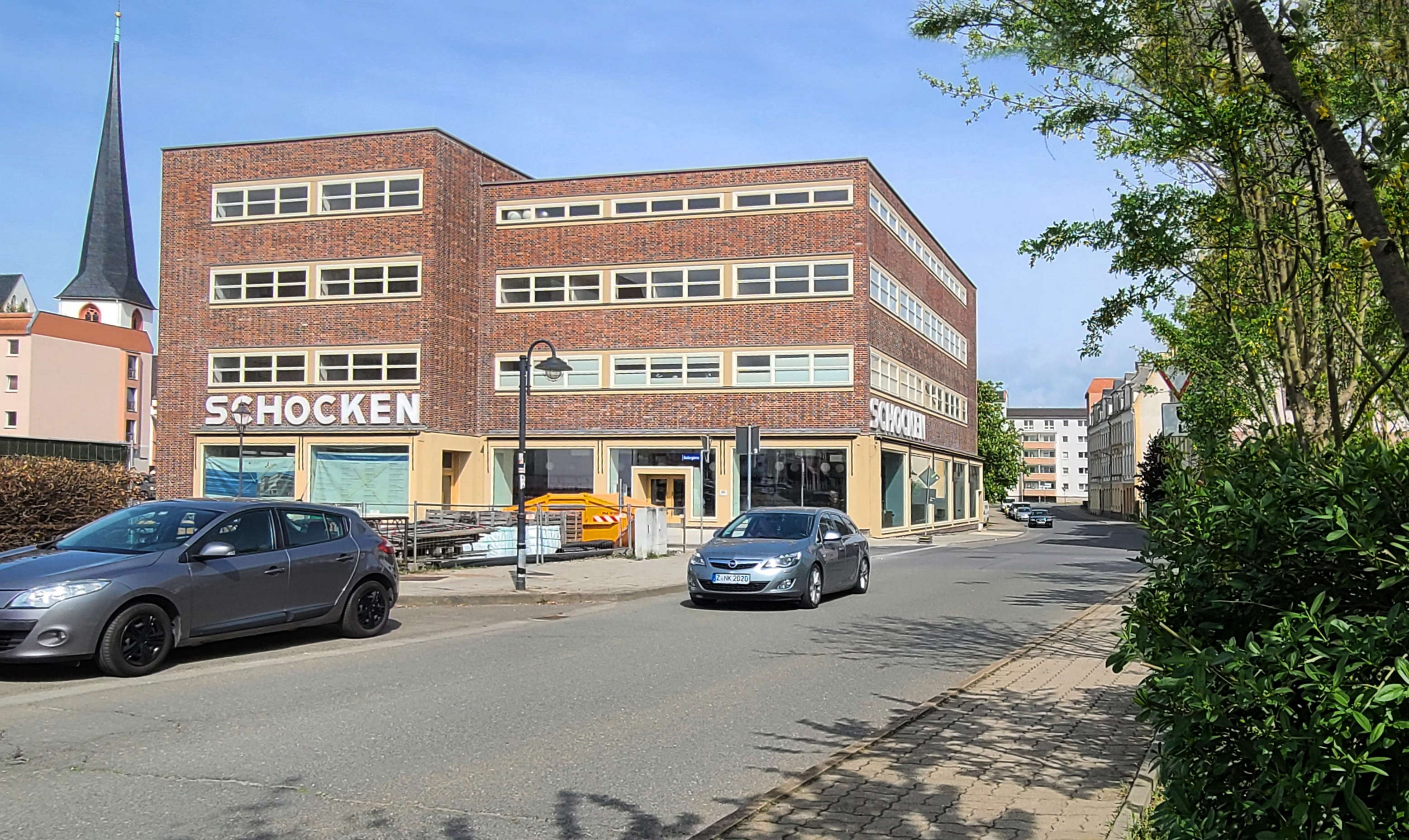
Ehemaliges Kaufhaus Schocken

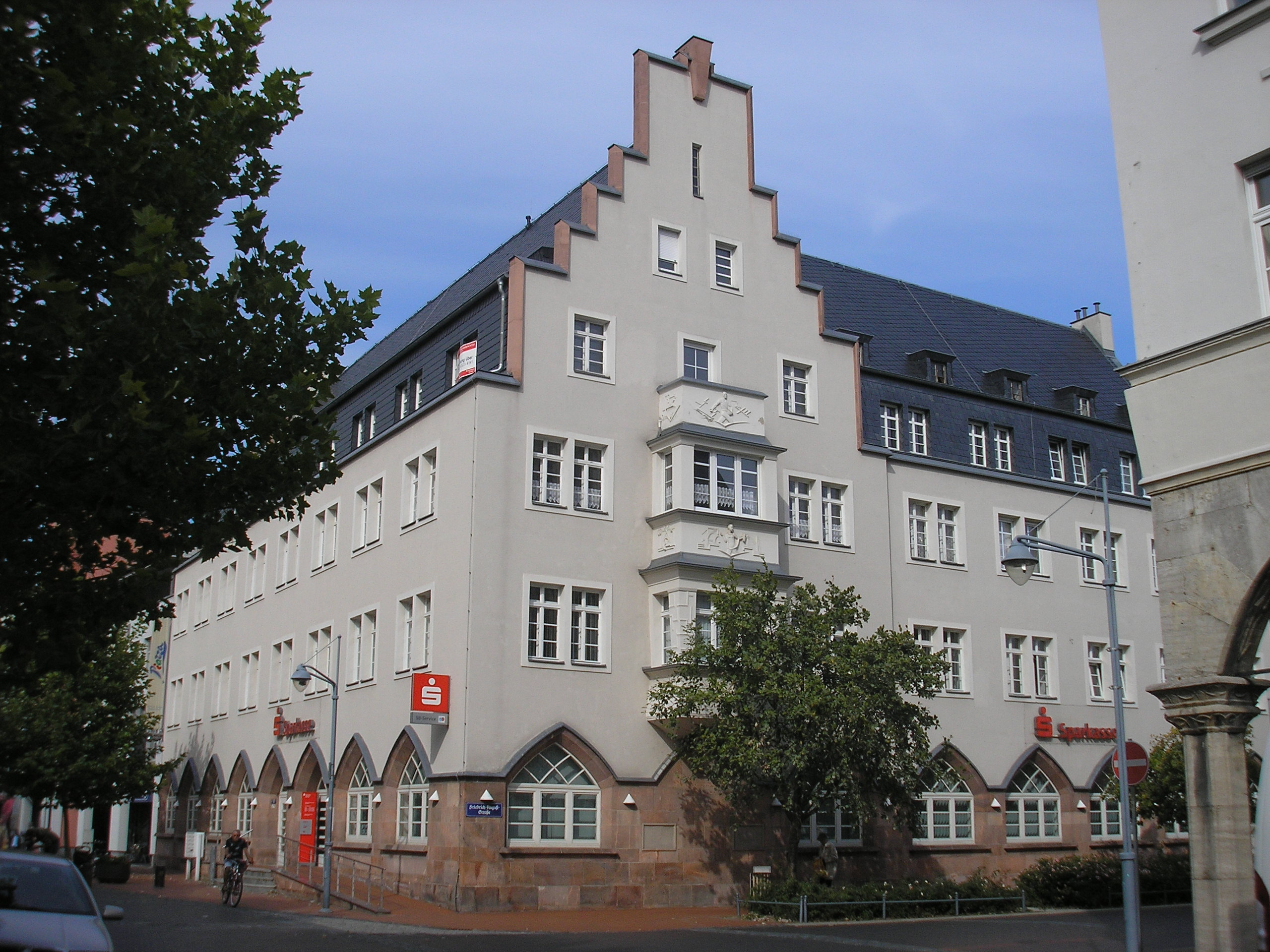
Die Sparkasse in einem Gebäude der 1920er-Jahre

### Theater
Von 1947 bis 1950 spielte das Crimmitschauer Theaterensemble im heutigen Haus des Sports, welches seit einigen Jahren „Haus der Vereine“ genannt wird. Das städtische Theater im ehemaligen Vereinshaus der Fabrikanten wurde am 11. April 1950 eröffnet. Seit 1957 besitzt Crimmitschau kein eigenes Ensemble mehr. 1963 wurde das Gebäude rekonstruiert und anlässlich der ersten Weberfestspiele als Kulturzentrum wiedereröffnet. Im Jahr 2006 besuchten rund 35.000 Menschen das Gebäude.

### Museen
Die ehemalige Tuchfabrik Gebr. Pfau ist die größte mit beinahe vollständiger Ausstattung erhaltene Volltuchfabrik Mitteleuropas. Dieses Technische Denkmal, früher auch als Westsächsisches Textilmuseum bekannt, gehört heute zum Zweckverband Sächsisches Industriemuseum.
Das seit Oktober 2006 als Deutsches Landwirtschaftsmuseum Schloss Blankenhain bezeichnete Freilichtmuseum im gleichnamigen Ortsteil Blankenhain beherbergt etwa 100 thematische Ausstellungen.

### Musik
Der 1942 gefallene Komponist Helmut Bräutigam stammte aus Crimmitschau. Die Konzertreihe Crimmitschauer Kirchenmusiken ist seit 1996 existent und zählte 2007 etwa 5.800 Besucher bei 24 Konzerten.
Die aus Crimmitschau stammende Band Dialog machte in den 1980er Jahren besonders mit dem Pop-Rock-Titel 963, der auf die damalige Postleitzahl der Stadt anspielte, die Stadt auch überregional bekannt.

### Bauwerke
Bauliche Sehenswürdigkeiten sind die spätgotische Pfarrkirche St. Laurentius (1513) mit Stern- und Kreuzrippengewölben, das Zisterzienserinnen-Nonnenkloster (gegründet um 1290) und die ursprünglich romanische Dorfkirche im Ortsteil Frankenhausen sowie das Schloss Blankenhain mit dem Landwirtschaftsmuseum. Das Rathaus von 1772 mit seinem 35 Meter hohen Turm ist neben dem Theater der sehenswerteste Profanbau im Zentrum. Eine Umgestaltung des Gebäudes erfolgte 1891/92 durch den Leipziger Architekten Arwed Roßbach im Stil des Neobarock. Neben dem Rathaus an der Silberstraße wurde 2018 eine Kursächsische Postmeilensäule als Nachbildung errichtet, deren Original von 1726 bis mindestens 1875 auf dem Markt stand. In der Herrengasse, die südlich vom Marktplatz wegführt, befindet sich ein nachgebautes Renaissanceportal von 1586. Viele repräsentative Fabrikanten-Villen im Westen der Stadt erinnern an den ehemaligen Reichtum der Stadt. Einige wurden in den letzten Jahren als Privathäuser restauriert. Öffentlich zugänglich sind nur die als Hotel genutzte Villa Vier Jahreszeiten und die dazugehörige Köhler-Villa am Bismarckhain. Auf dem Friedhof gibt es ein Ehrenmal für die Opfer des Faschismus.
Seit 1928 prägt das Stadtbild Crimmitschaus das Kaufhaus Schocken. Es ist eines der drei einzigen in Deutschland erhalten gebliebenen Warenhausneubauten im Stil der Klassischen Moderne (Bauhaus). Betrieben als Kauf- und Warenhaus wurde es bis 1999 und verfiel danach. In den 2020er Jahren wird es revitalisiert. Seit April 2022 beherbergt das Haus im Erdgeschoss die Stadtbibliothek auf einer Fläche von 367 Quadratmetern.

### Naturschutz
- Siehe auch: Liste der Naturdenkmale in Crimmitschau

### Parks
Es gibt mehrere Erholungsstätten in Crimmitschau: Einerseits den in der Vorkriegszeit gegründeten Zöffelpark, der nach Emil Oskar Zöffel, einem wichtigen Textilfabrikant in der Crimmitschauer Geschichte, benannt worden ist. Andererseits den Bismarckhain, der auch unter Friedenspark (so wurde er in der DDR genannt) bekannt ist. Dieser Park liegt direkt an der Zeitzer Straße, der Ausfallstraße Richtung Sahnpark, Eisstadion und Autobahn-Anschlussstelle Schmölln. Im Park befindet sich der Wettinbrunnen, der anlässlich der Stadtrechtsfeier 1914 eingeweiht wurde, und die wiederhergestellte Bismarck-Grotte.
Das größte Erholungsgebiet der Stadt ist der 40 ha große Sahnpark nördlich des Stadtzentrums. Das Waldgebiet durchziehen 6,5 km angelegte Wanderwege. Hier befinden sich das altehrwürdige Freibad, ein Tiergehege, ein Kinderspielplatz und die Spielstätte des ETC Crimmitschau sowie der Eispiraten Crimmitschau, das bis zu 5222 Zuschauer fassende Kunsteisstadion, welches Mitte der neunziger Jahre überdacht und von 2009 bis 2011 umfassend saniert wurde.

### Sport

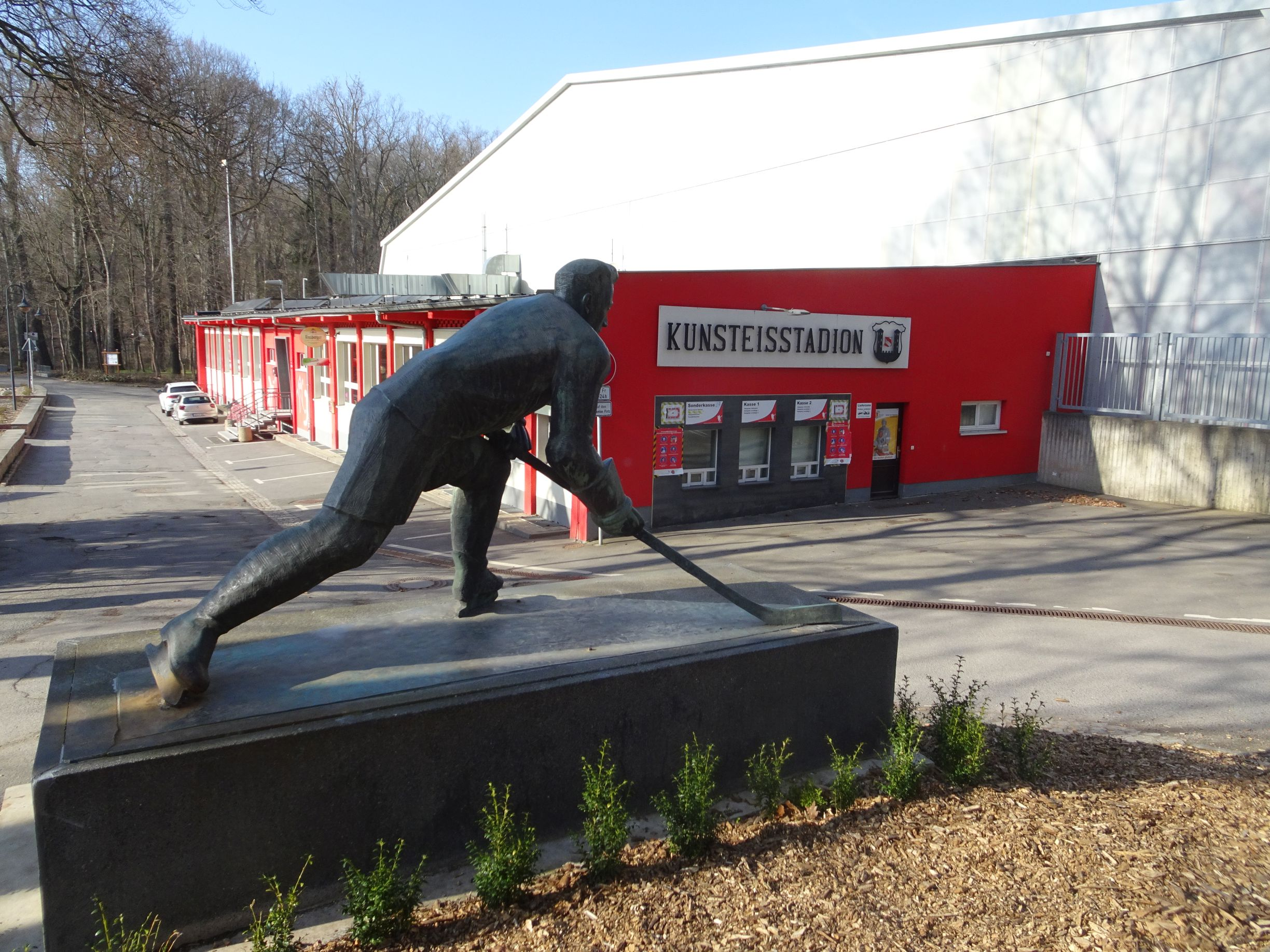
Kunsteisstadion mit der Bronzeplastik des Eishockeyspielers Horst Kutter

Crimmitschau hat einen bekannten Eishockeyverein, den ETC Crimmitschau, der 2006 wieder in die 2. Bundesliga aufstieg. Fußballerisch vertritt der FC Crimmitschau die Stadt – die Herren vom „FCC“ spielen derzeit in der Kreisliga. Außerdem besteht seit dem 10. Juni 2005 eine American-Football-Mannschaft, die Crimmitschau Tornados. In Crimmitschau gibt es das Waldbad Sahnbad, das nach dem umliegenden Waldstück, der Mark Sahnau, benannt wurde. Es besitzt ein sehr großes Becken (100 × 50 m) welches die größte Wasserfläche im Direktionsbezirk Chemnitzhat.
Im Vital Center an der Zeitzer Straße befindet sich eine kleine Schwimmhalle und im FKK-Bereich ein weiteres sichtgeschütztes Freibecken.

### Regelmäßige Veranstaltungen
Zu regelmäßigen Veranstaltungen gehören beispielsweise das Crimmitschauer Marktfest, der deutschlandweit bekannte Töpfermarkt im Ortsteil Gablenz, die Crimmitschauer Autoschau, der Zunft- und Handelsmarkt und der Weihnachtsmarkt.

## Wirtschaft und Infrastruktur
| Jahr | Arbeitslosenquote | Schuldenstand in Mio. € | Schuldenstand pro Einwohner in € |
| ---- | ----------------- | ----------------------- | -------------------------------- |
| 1998 |                   | 20,556                  | 856                              |
| 1999 |                   | 19,644                  | 828                              |
| 2000 |                   | 19,705                  | 837                              |
| 2001 |                   | 17,977                  | 776                              |
| 2002 |                   | 16,568                  | 722                              |
| 2003 |                   | 15,208                  | 667                              |
| 2004 | 20,2 %            | 14,376                  | 635                              |
| 2005 | 17,0 %            | 13,417                  | 601                              |
| 2006 | 16,0 %            | 12,591                  | 568                              |
| 2007 | 13,0 %            | 11,765                  | 538                              |
| 2008 | 11,0 %            | 11,765                  | 538                              |
| 2009 |                   | 10,940                  | 508                              |

### Verkehr
Zwischen Crimmitschau und dem Stadtteil Frankenhausen überspannt die Bundesautobahn 4 das Tal der Pleiße. Anschlussstellen gibt es auf thüringischem Gebiet südlich von Schmölln mit Verbindung über die Staatsstraße S 61 zum Stadtzentrum und auf sächsischem Gebiet südlich von Meerane über die vierspurig ausgebaute Bundesstraße 93, von der die S 289 über das Stadtzentrum nach Werdau führt. Für 2012 war eine eigene Anschlussstelle Crimmitschau an der A 4 geplant. Weitere Staatsstraßen, die Crimmitschau mit dem Umland verbinden, sind die S 54 über Frankenhausen nach Gößnitz, die S 288 nach Meerane, die S 290 nach Zwickau und die S 294 über Mannichswalde nach Seelingstädt.

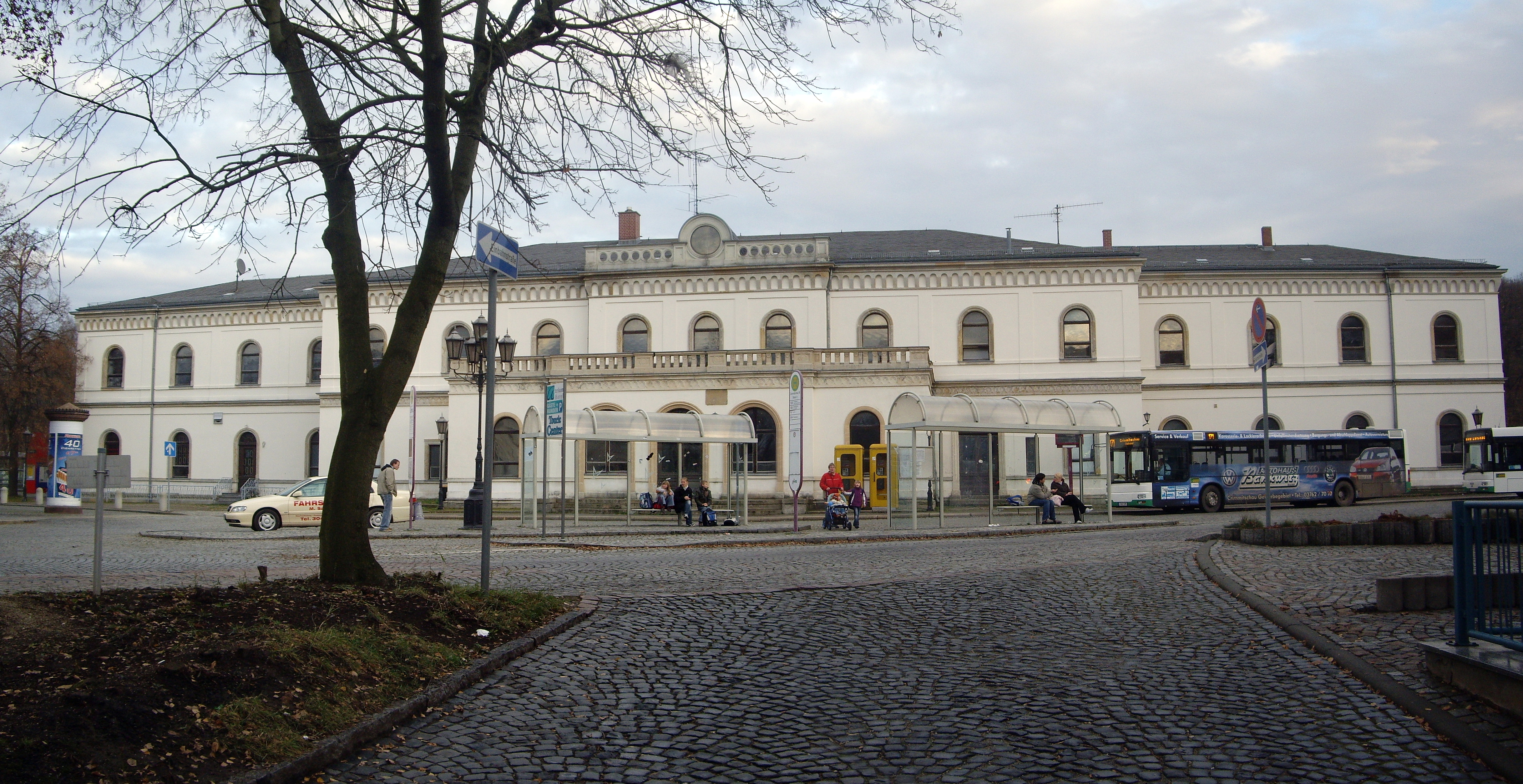
Bahnhof Crimmitschau

Crimmitschau liegt an der Bahnstrecke Leipzig–Hof, auf der die Züge der S-Bahn Mitteldeutschland verkehren. Die Expresslinie S5X verbindet die Stadt im Stundentakt mit Zwickau, Altenburg, Leipzig sowie dem Flughafen Leipzig/Halle, die Linie S5 verkehrt im Zweistundentakt zusätzlich mit Halt an fast allen Unterwegsstationen bis Halle (Saale). In Werdau bestehen bahnsteiggleiche Anschlüsse an die Vogtlandbahn nach Plauen und Cheb. Die nächsten Fernbahnhöfe sind Leipzig Hauptbahnhof, Jena Paradies und Erfurt Hauptbahnhof. Der Bahnhof wurde 1844 eröffnet, das heutige Gebäude stammt aus dem Jahr 1873.
Neben diversen Regionalbuslinien betreiben die Regionalverkehrsbetriebe Westsachsen (RVW) auch eine Stadtbuslinie.
Crimmitschau liegt am Lutherweg Sachsen.

### Ansässige Unternehmen
Das Industrie- und Gewerbegebiet Glauchauer Landstraße Crimmitschau, auch Gewerbegebiet Crimmitschau Ost, wurde mit den dazugehörigen Straßen Glauchauer Landstraße, Gewerbering, Breitscheidstraße und Waldsachsener Weg 1991 im Osten der Stadt angelegt. 2002 wurde eine Erweiterung um 12 ha beschlossen. Zurzeit sind 55 Unternehmen auf dem dortigen Areal mit einer Gesamtfläche von 73 ha angesiedelt. Die Zahl der Beschäftigten stieg von 350 (1994) auf knapp 1800 (2006), die Auslastung beträgt 89 %. Zu den angesiedelten Unternehmen gehören unter anderem:
- B.i.V. Bau- und Industriegeräte Vertriebs GmbH
- GTC Gastrotechnik Crimmitschau Herstellungs- und Vertriebs GmbH
- H&T ProduktionsTechnologie GmbH
- Linamar Antriebstechnik GmbH und Linamar Powertrain GmbH, Teile des kanadischen Linamar-Konzerns
- LTC Lufttechnik Crimmitschau
- Wirthwein Crimmitschau GmbH & Co. KG
- Westfalia Presstechnik GmbH & Co. KG
- Salzgitter Hydroforming GmbH & Co. KG
- Enderlein Crimmitschau GmbH & Atelier Enderlein in Sachsen GmbH
- imq Ingenieurbetrieb für Materialprüfung GmbH

Ein weiteres ansässiges Unternehmen ist Spengler & Fürst in der Carl-Spengler-Straße, ein traditionelles Crimmitschauer Unternehmen der Textilbranche.

### Medien
In Crimmitschau erscheint als Amts- und Heimatblatt der Blickpunkt Crimmitschau, der auch an die Haushalte in Dennheritz verteilt wird.

### Bildung

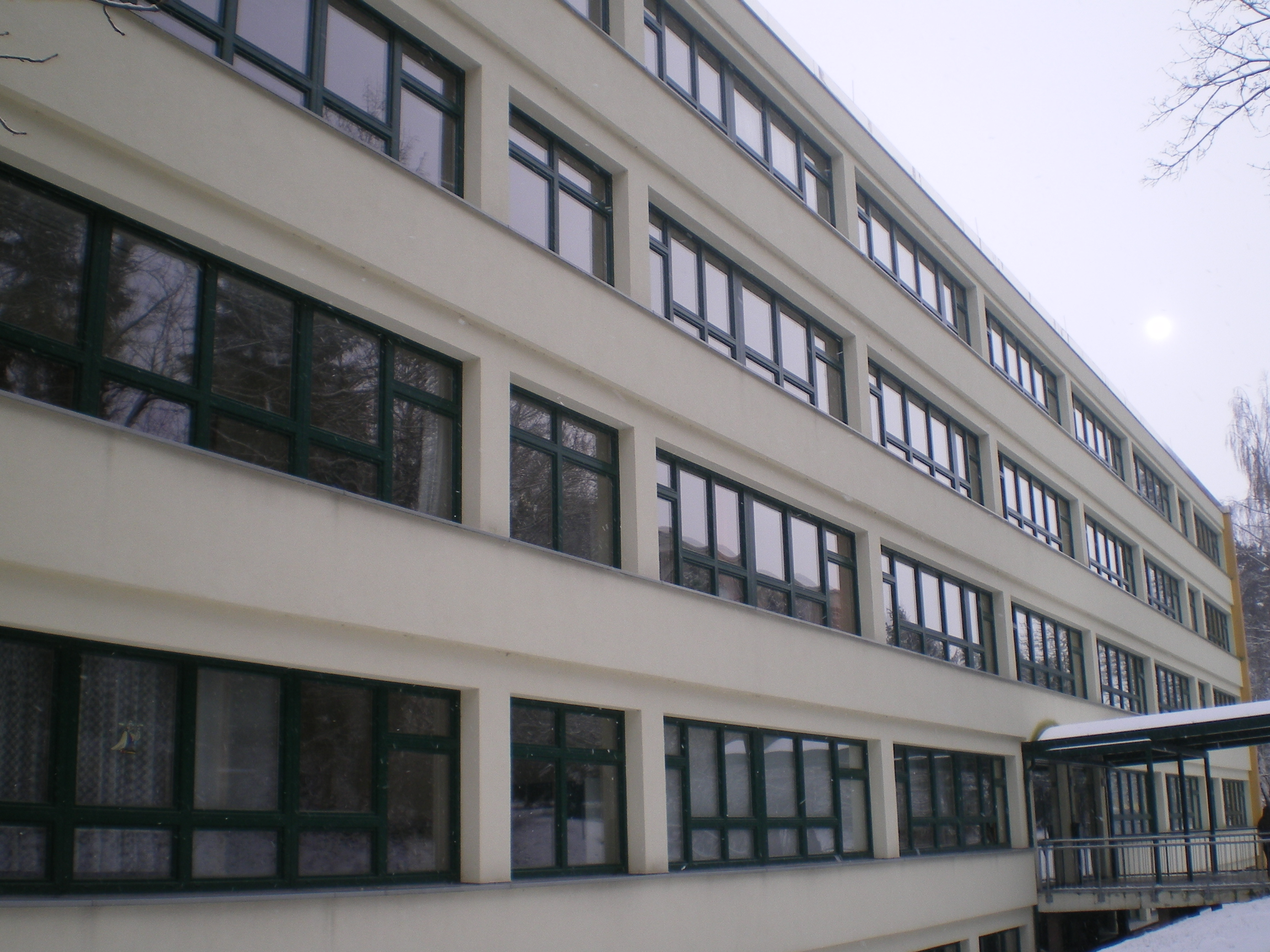
Julius-Motteler-Gymnasium, Schulteil Westberg

In der Stadt Crimmitschau gibt es mit der Käthe-Kollwitz-Grundschule, der Grundschule Frankenhausen und der Grundschule „Christian-Friedrich-Schach“ Blankenhain drei Grundschulen, mit der Käthe-Kollwitz-Oberschule und der Oberschule Sahnschule zwei Oberschulen, das Julius-Motteler-Gymnasium und die Förderschule Lindenschule. Darüber hinaus gibt es speziell für die astronomische Bildung die Schul- und Volkssternwarte „Johannes Kepler“. Die Grundschule Lindenschule als vierte Grundschule wurde geschlossen.

## Persönlichkeiten

### Ehrenbürger
Die Stadt Crimmitschau verlieh das Ehrenbürgerrecht an folgende Persönlichkeiten:
- August Bürde (1791–1858)
- 2. Juli 1847: Hermann Theodor Haustein (1814–1873), Jurist und Politiker, MdL (Königreich Sachsen), Bürgermeister
- 12. Juli 1854: Adolph Schulze, Kaufmann
- 30. Juni 1874: Friedrich Ferdinand Gottweiß (1809–1893), Schuldirektor
- 11. November 1875: Bernhard Satlow (1811–1881), Bürgermeister
- 17. April 1878: Julius Moritz Hoffmann, Stadtrat
- 1895: Otto von Bismarck (1815–1898), Reichskanzler
- 14. August 1896: Heinrich à Roda (1827–1907), Fabrikant
- 6. Januar 1897: Friedrich Philipp Welker (1819–1910), Privatier
- 2. Januar 1909: Friedrich Eduard Ferdinand Hößelbarth (1847–1921), Stadtrat
- 1914: Bernhard Albrecht (1843–1926), Kommerzienrat
- 22. März 1933: Paul von Hindenburg (1847–1934), Reichspräsident
- 17. Mai 1933: Emil Oskar Zöffel (1859–1933), Kommerzienrat
- Juni 1933: Martin Mutschmann (1879–1947), NSDAP-Gauleiter und Reichsstatthalter von Sachsen[67] (Verlust der Ehrenbürgerwürde gemäß Artikel VIII, Ziffer II, Buchstabe i der Direktive 38 des Alliierten Kontrollrats in Deutschland vom 12. Oktober 1946.)
- 28. Februar 1964: Werner Krumbein (1917–1996), Dirigent
- 31. Juli 1968: Gerhard Rudolf Meyer (1908–1977), Museologe, Altorientalist und Archäologe, ehemaliger Generaldirektor der Berliner Museen[68]
- 12. Oktober 1984: Walter Richter (1904–1997), Gärtner und Bromelien-Züchter
- 19. Januar 2005: Bertfried Bräuninger (1942–2012), Chirurg und ehemaliger Präsident des ETC Crimmitschau
- 16. Januar 2013: Armin Andrä (1926–2018), Zahnmediziner, Professor und Autor
- 20. Januar 2016: Dieter Steiniger (1935–2019), Oberstudienrat und Stadtrat[69][70]

### Söhne und Töchter der Stadt
- Armin Andrä (1926–2018), Kiefer-/Gesichtschirurg und Zahnmediziner
- Klaus Bahner (1937–2011), Hockeyspieler
- Arthur Bär (1884–1972), Maler
- Siegfried Bauch (* 1934), Wirtschaftsfunktionär, Generaldirektor des Textilkombinats Cottbus
- Walter Bauer (1919–2011), Rechtsanwalt und Oberstadtdirektor von Leverkusen
- Walter Beck (1898–1953), Psychologe
- Johannes Beler (* um 1482; † 1539), Königsberger Bürgermeister und Chronist
- Gustav Beyer (1883–1958), Pfarrer und Heimatforscher
- Rolf Beyer (1903–1948), Maler und Zeichner
- Ganna-Maria Braungardt (* 1956), Übersetzerin
- Moritz Bräuninger (1836–1860), Missionar und Märtyrer
- Helmut Bräutigam (1914–1942), Musiker
- Max Bretschneider (1872–1950), Buchhändler und Verleger
- David Crusius (1589–1640), Mediziner
- Klaus Dämmrich (1932–2008), Veterinärmediziner und Hochschullehrer
- Birgit von Derschau (* 1953), Moderatorin
- Alfred Eickworth (1907–1943), Widerstandskämpfer, geboren in Gablenz
- Hans Eickworth (1930–1995), Bildhauer, geboren in Gablenz
- Rudolf Engst (1920–1995), Chemiker
- Justus Falckner (1672–1723), lutherischer Geistlicher
- Johannes Feige (1931–2021), Maler, Grafiker, Holzschneider und -bildhauer
- Rudolf Floss (* 1935), Bauingenieur für Geotechnik
- Heinz Freitag (1936–2002), Politiker der SED
- Manfred Friedrich (1933–2005), Politikwissenschaftler
- Paul Herbert Freyer (1920–1983), Schriftsteller und Theaterintendant
- Matthias Gehler (* 1954), Journalist, Regierungssprecher von Lothar de Maizière, seit 1992 Programmchef von MDR Thüringen
- Maria Gleit (1909–1981), Schriftstellerin
- Peter Graf (* 1937), Maler
- Klaus Gruner (* 1952 in Frankenhausen), Handballspieler
- Marianne Gundermann (1902–1974), Pseudonym Johanna Rudolph, Händel-Forscherin und Publizistin
- Fritz Oskar Hampel (1895–1932), Pseudonym Slang, satirischer Schriftsteller, Journalist und Karikaturist
- Gustav Händel (1851–1914), Politiker und Bankier
- Elke Herrmann (1956–2017), Politikerin (parteilos)
- Helene Heymann (1910–1944), Widerstandskämpferin
- Rolf Hößelbarth (1931–1989), Gewerkschaftsfunktionär
- Elias Hößler (1663–1746), Orgelbauer
- Heinz Hübner (* 1952), Politiker (FDP)
- Hermann Jäckel (1869–1928), Politiker (SPD, USPD)
- Günther Jochems (1928–1991), Eishockeyspieler
- Margit Jung (* 1960), Politikerin (Die Linke), Landtagsabgeordnete
- Eugen Käferstein (1835–1875), Rittergutsbesitzer und konservativer Politiker
- Fritz Kaphahn (1888–1943), Gymnasiallehrer, Fachautor für Pädagogik und Geschichte
- Theodor Kästner (1835–1900), Baumeister, nationalliberaler Politiker
- Udo Kießling (* 1955), Eishockeyspieler
- Lucas Kirsten (1874–1917), Offizier und Schriftsteller
- Dieter Kratzsch (1939–2024), Eishockeyspieler
- Horst Kretzschmar (* 1959), Polizeibeamter und Landespolizeipräsident
- Horst Kunz (* 1940 in Frankenhausen), Chemiker
- Albert Kunze (1877–1949), geboren in Frankenhausen, Maler
- Walter Langer (1892–1977), Kommunalpolitiker (FDP)
- Karl Gottlob Leisching (1725–1806), lutherischer Geistlicher
- Claudia Mahnke (* 1968), Opernsängerin (Mezzosopran)
- Gerhard Rudolf Meyer (1908–1977), Archäologe und Generaldirektor der Staatlichen Museen zu Berlin
- Mark Michel (* 1975), Filmemacher
- Ernst Müller (1856–1929), Maschinenbauingenieur und Hochschullehrer
- Günter Neubert (1936–2021), Komponist, Tonmeister
- Bernd Oehler (* 1960), evangelischer Pfarrer und Bürgerrechtler
- Karl Friedrich Paul (1915–1969), Kammersänger (Bariton)
- Grit Puchan (* 1960), politische Beamtin
- Hans-Dieter Resch (1932–2022), Komponist und Dirigent
- Lutz Richter (1891–1945), Rechtswissenschaftler
- Max Richter (1881–1945), Politiker (SPD), Reichstagsabgeordneter
- Rudolf Rochhausen (1919–2012), marxistischer Philosoph
- Werner Rohland (1899–1974), Maler, Künstler und Buchdrucker
- Andreas Schmidt (* 1957), Romanautor
- Sonja Schmidt (* 1946), Schlagersängerin
- Detlef Schubert (* 1946), Staatssekretär
- Adolf Paul Schulze (1840–1891), Kaufmann und Mikroskopiker
- Max Seddig (1877–1963), Physiker und Fotopionier
- Alfred Seiffarth (1903–?), Volkskammerabgeordneter (NDPD)
- Emil Selbmann (1852–1914), Baumeister und Unternehmer
- Hermann Seyfarth (1865–1933), Verwaltungsbeamter und Kreishauptmann von Chemnitz
- Balthasar Andreas Spitzner (1679–1755), geboren in Blankenhain, lutherischer Theologe
- Stefan Steinbock (* 1962), Eishockeyspieler
- Wolf-Dieter Storl (* 1942), Ethnobotaniker, Buchautor
- Sonnfried Streicher (1929–2022), Meeresbiologe
- Kurt Täufel (1892–1970), Lebensmittelchemiker und Ernährungswissenschaftler
- Walter Tille (1906–1986), Gewerkschafter und Politiker (SPD, KPD, SED)
- David Triller (1627–1665), evangelischer Pastor
- Karl-Heinz Werler (1936–1997), geboren in Langenreinsdorf, Mathematiker
- Horst Weyrauch (* 1932), Finanzberater der CDU
- Gerhard Winter (1928–2011), marxistischer Philosoph, Hochschullehrer
- Gabi Zange (* 1961), Eisschnellläuferin
- Günter Zehm (1933–2019), Publizist und Philosoph
- Gerhard Zwerenz (1925–2015), Schriftsteller und Bundestagsabgeordneter, geboren in Gablenz

### Weitere Persönlichkeiten mit Verbindung zu Crimmitschau
- Julius Motteler (1838–1907), Reichstagsabgeordneter, Mitbegründer der Sozialdemokratischen Partei Deutschlands
- Mourad Kusserow (1939–2019), Journalist, langjähriger Redakteur für die Deutsche Welle in Köln
- Eishockey-Cracks der DDR-Startjahre: unter anderen Siegfried Speck †, Alfred Unterdörfel, Hans-Joachim Rudert †, Ernst Mälzer †, Dieter Kratzsch (alle * in Frankenhausen)
- Heiko Gumprecht (* 1970), Politiker (AfD), Mitglied des Stadtrats von Crimmitschau

## Varia
- Die aus Crimmitschau stammende Band Dialog widmete ihrer Heimatstadt das Lied 963. Alle fahr’n vorbei.
- Matthias Gehler veröffentlichte 2015 das Lied Crimmitschau, mit dem er seine Geburtsstadt poetisch würdigt.[71]